# Bahnstrecke Herlasgrün–Oelsnitz
| Ausschnitt der Streckenkarte Sachsen von 1902 | |                                     |                                     |
| Streckennummer (DB): | 6648; sä. HOe |                                     |                                     |
| Kursbuchstrecke (DB): | 539 |                                     |                                     |
| Kursbuchstrecke: | 142g (Herlasgrün – Falkenstein (Vogtl)) 142a (Falkenstein (Vogtl) – Oelsnitz (Vogtl)) 142b (Falkenstein (Vogtl) – Lottengrün) jeweils 1934 171n (Herlasgrün – Falkenstein (Vogtl)) 172d (Falkenstein (Vogtl) – Oelsnitz (Vogtl)) 172f (Falkenstein (Vogtl) – Lottengrün) jeweils 1946 |                                     |                                     |
| Streckenlänge: | 47,075 km |                                     |                                     |
| Spurweite: | 1435 mm (Normalspur) |                                     |                                     |
| Streckenklasse: | CM4 (Herlasgrün–Falkenstein) |                                     |                                     |
| Maximale Neigung: | 13 ‰ |                                     |                                     |
| Minimaler Radius: | 221 m |                                     |                                     |
| Streckengeschwindigkeit: | 80 km/h |                                     |                                     |
| | |                                     |                                     |
| \| \| \| von Leipzig Bayer Bf \| \| \| \| 0,218 \| Herlasgrün (Keilbahnhof) \| 429 m \| \| \| \| von und nach Hof \| \| \| \| 0,540 \| Anst Umspannwerk Herlasgrün \| Anst Umspannwerk Herlasgrün \| \| \| 3,990 \| Thoßfell (bis 1999, zuletzt Hp) \| 463 m \| \| \| 5,926 \| A 72 (30 m) \| A 72 (30 m) \| \| \| 8,076 \| Treuen (ehem. Bf) \| 472 m \| \| \| 11,796 \| Eich (Sachs) \| 495 m \| \| \| \| B 169n \| \| \| \| 17,493 \| Auerbach (Vogtl) ob Bf (ehem. Bf) \| 542 m \| \| \| 18,500 \| Anst Gewerbegebiet Auerbach (Vogtl) \| Anst Gewerbegebiet Auerbach (Vogtl) \| \| \| 18,800 \| Auerbach (Vogtl) Hp (seit 1986) \| 546 m \| \| \| \| von Zwickau (Sachs) Hbf \| \| \| \| 22,184 \| Dorfstädter Straße (20 m) \| Dorfstädter Straße (20 m) \| \| \| 22,270 \| Falkenstein (Vogtl) \| 552 m \| \| \| \| nach Muldenberg \| \| \| \| 28,409 \| Bergen (Vogtl) \| 518 m \| \| \| 29,237 \| Trieb (25 m) \| Trieb (25 m) \| \| \| 34,079 \| Lottengrün \| 531 m \| \| \| \| nach Plauen-Chrieschwitz \| \| \| \| 41,323 \| Untermarxgrün \| 450 m \| \| \| 44,097 \| Taltitz \| 415 m \| \| \| 46,231 \| Flutbrücke (17 m) \| Flutbrücke (17 m) \| \| \| 46,382 \| Weiße Elster (40 m) \| Weiße Elster (40 m) \| \| \| \| von Plauen (Vogtl) ob Bf \| \| \| \| 47,293 \| Oelsnitz (Vogtl) \| 391 m \| \| \| \| nach Cheb \| \| | |                                     |                                     |
| Strecke | | von Leipzig Bayer Bf                | von Leipzig Bayer Bf                |
| Bahnhof | 0,218 | Herlasgrün (Keilbahnhof)            | 429 m                               |
| Abzweig geradeaus, nach rechts und von rechts | | von und nach Hof                    | von und nach Hof                    |
| Abzweig geradeaus und von links | 0,540 | Anst Umspannwerk Herlasgrün         | Anst Umspannwerk Herlasgrün         |
| ehemaliger Bahnhof | 3,990 | Thoßfell (bis 1999, zuletzt Hp)     | 463 m                               |
| Brücke | 5,926 | A 72 (30 m)                         | A 72 (30 m)                         |
| Haltepunkt / Haltestelle | 8,076 | Treuen (ehem. Bf)                   | 472 m                               |
| Dienststation / Betriebs- oder Güterbahnhof | 11,796 | Eich (Sachs)                        | 495 m                               |
| Brücke | | B 169n                              | B 169n                              |
| Haltepunkt / Haltestelle | 17,493 | Auerbach (Vogtl) ob Bf (ehem. Bf)   | 542 m                               |
| Abzweig geradeaus und ehemals von rechts | 18,500 | Anst Gewerbegebiet Auerbach (Vogtl) | Anst Gewerbegebiet Auerbach (Vogtl) |
| Haltepunkt / Haltestelle | 18,800 | Auerbach (Vogtl) Hp (seit 1986)     | 546 m                               |
| Abzweig geradeaus und von links | | von Zwickau (Sachs) Hbf             | von Zwickau (Sachs) Hbf             |
| Brücke | 22,184 | Dorfstädter Straße (20 m)           | Dorfstädter Straße (20 m)           |
| Bahnhof | 22,270 | Falkenstein (Vogtl)                 | 552 m                               |
| Abzweig ehemals geradeaus und nach links | | nach Muldenberg                     | nach Muldenberg                     |
| Bahnhof (Strecke außer Betrieb) | 28,409 | Bergen (Vogtl)                      | 518 m                               |
| Brücke (Strecke außer Betrieb) | 29,237 | Trieb (25 m)                        | Trieb (25 m)                        |
| Bahnhof (Strecke außer Betrieb) | 34,079 | Lottengrün                          | 531 m                               |
| Abzweig geradeaus und nach rechts (Strecke außer Betrieb) | | nach Plauen-Chrieschwitz            | nach Plauen-Chrieschwitz            |
| Bahnhof (Strecke außer Betrieb) | 41,323 | Untermarxgrün                       | 450 m                               |
| Haltepunkt / Haltestelle (Strecke außer Betrieb) | 44,097 | Taltitz                             | 415 m                               |
| Brücke (Strecke außer Betrieb) | 46,231 | Flutbrücke (17 m)                   | Flutbrücke (17 m)                   |
| Brücke (Strecke außer Betrieb) | 46,382 | Weiße Elster (40 m)                 | Weiße Elster (40 m)                 |
| Abzweig ehemals geradeaus und von rechts | | von Plauen (Vogtl) ob Bf            | von Plauen (Vogtl) ob Bf            |
| Bahnhof | 47,293 | Oelsnitz (Vogtl)                    | 391 m                               |
| Strecke | | nach Cheb                           | nach Cheb                           |

Die Bahnstrecke Herlasgrün–Oelsnitz ist eine Nebenbahn in Sachsen, die ursprünglich als Teilstück der Voigtländischen Staatseisenbahn (Herlasgrün–Eger) erbaut wurde. Sie beginnt im Bahnhof Herlasgrün an der Bahnstrecke Leipzig–Hof und führt über Auerbach/Vogtl. nach Falkenstein/Vogtl., der weitere Abschnitt über Bergen bis Oelsnitz/Vogtl. wurde ab 1951 abschnittsweise stillgelegt.

## Geschichte
Ihren Ursprung hat die Verbindung Herlasgrün–Oelsnitz in der „Voigtländischen Staatseisenbahn“ von Herlasgrün ins böhmische Eger. Eröffnet wurde die Strecke am 1. November 1865.
Am 1. November 1874 wurde die Verbindungsstrecke von Plauen nach Oelsnitz eröffnet. Das Stück Oelsnitz–Eger bildete mit dem neueröffneten Abschnitt Plauen–Oelsnitz fortan die Bahnstrecke Plauen–Eger, während der verbliebene Restabschnitt Herlasgrün–Oelsnitz ebenfalls eine eigene Bahnstrecke bildete. Das Verkehrsaufkommen zwischen Herlasgrün und Oelsnitz über Falkenstein verringerte sich drastisch, da nun sämtliche durchgängige Züge die kürzere und schnellere Verbindung über Plauen benutzten. Am 15. Oktober 1878 wurde darum die bisherige Hauptbahn zur Nebenbahn („Secundärbahn“) abgestuft.
Zuvor war 1876 schon die Zwickau-Lengenfeld-Falkensteiner Eisenbahn-Gesellschaft (ZLF) mit ihrer 1875 eröffneten Bahnstrecke Zwickau–Falkenstein von der sächsischen Staatsbahn übernommen worden. Fortan wurden die Züge aus Zwickau durchgebunden, während die Züge aus Herlasgrün in Falkenstein endeten. Ab dem Sommerfahrplan 1892 verkehrten die Züge von Herlasgrün bis Klingenthal, obwohl die dazwischen liegende etwa zehn Kilometer lange Lücke erst am 15. November 1892 mit der Bahnstrecke Falkenstein–Muldenberg beseitigt wurde.
Wegen des geringen Verkehrsaufkommens wurde 1951 entschieden, den Abschnitt Lottengrün–Oelsnitz für sogenannte Schwerpunktvorhaben abzubauen. Mit der Begründung, für den Bau des Berliner Außenringes Oberbaustoffe zu benötigen, wurde zum 27. April 1951 der Zugverkehr eingestellt und die Strecke wenig später abgebaut.

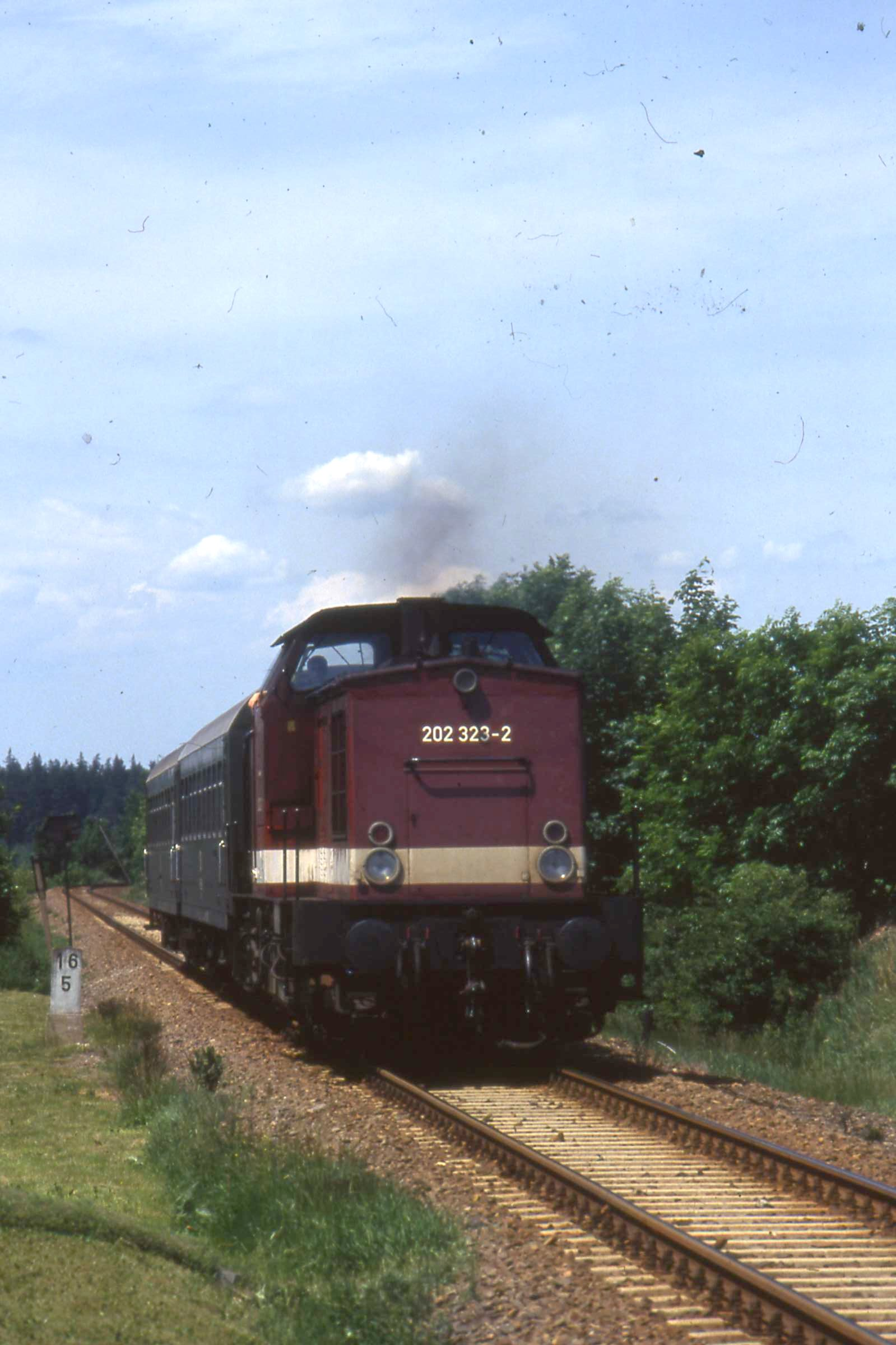
Personenzug bei Auerbach (1993)

Der Abschnitt zwischen Falkenstein und Lottengrün blieb noch bis 1970/72 als Teil der Verbindung Falkenstein–Plauen weiter in Betrieb. Am 26. September 1970 wurde dort der Reiseverkehr eingestellt, Güterverkehr fand zur Bedienung der Theumaer Schieferbrüche noch bis Herbst 1972 statt.
Bis 1978 erfolgte ein Abbau der Gleise zwischen dem Kilometer 24,6 und dem Bahnhof Lottengrün. Das restliche Gleis von Falkenstein bis km 24,6 blieb zur etwaigen Bedienung des Anschlussgleises Umspannwerk Dorfstädt der SDAG Wismut erhalten. In den folgenden Jahren diente dieses Gleis allerdings zur Abstellung von Schadwagen des Raw Zwickau. Es ist auch nach dem 1996 erfolgten Ausbau der Abzweigweiche in Falkenstein noch vorhanden.
Mitte der 1990er Jahre wurde die verbliebene Strecke als Teilstück der Verbindung Reichenbach/Zwickau–Adorf/Klingenthal durch den Freistaat Sachsen als Pilotprojekt für die Revitalisierung einer stilllegungsgefährdeten Nebenbahn ausgewählt. Nach einer umfassenden Gleiserneuerung in den Jahren 1996/97 konnte die Streckengeschwindigkeit auf 80 km/h angehoben werden. Seit 1997 wird die Strecke nur noch von der privaten Vogtlandbahn im SPNV bedient.
Sie betreibt diese Strecke als Linie RB5 mit der Relation Mehltheuer–Plauen–Falkenstein–Klingenthal–Kraslice(–Sokolov). Bis Dezember 2019 werden weiterhin Triebwagen des Typs RegioSprinter eingesetzt.
Im Dezember 2019[veraltet] findet im Vogtlandbahnnetz auf den Linien RB1 und RB5 ein Fahrzeugwechsel statt. Die alten RegioSprinter der Vogtlandbahn verkehren nicht mehr im Vogtland, sondern werden modernisiert und auf den neu gewonnenen nordböhmischen Strecken eingesetzt.

## Streckenbeschreibung

### Verlauf
Ausgehend vom Bahnhof Herlasgrün zweigt die Bahnstrecke Herlasgrün–Oelsnitz von der Bahnstrecke Leipzig–Hof in Richtung Südosten ab. Beim ehemaligen Haltepunkt Thoßfell in Gospersgrün wird in einem Gleisbogen die Bundesstraße 173 gekreuzt. Anschließend verläuft die Bahntrasse parallel zu Bundesautobahn 72 in Richtung Nordosten, bevor sie nahe der Anschlussstelle Treuen die A 72 unterquert. Nun führt die Bahnstrecke gen Osten durch den Norden von Treuen, danach in Bögen Richtung Südosten in das Tal der Göltzsch. Die Trasse verläuft nun gen Süden parallel zur östlich gelegenen Bahnstrecke Zwickau–Falkenstein, welche sie im Bahnhof Falkenstein (Vogtl) trifft.
Westlich des Bahnhofs Falkenstein trennt sich die heute noch befahrene Trasse der Bahnstrecke Falkenstein–Muldenberg in einem Gleisbogen Richtung Süden von der heute abgebauten Trasse Richtung Oelsnitz. Auf dieser in südwestliche Richtung verlaufende Trasse befindet sich heute ein Radweg. Im einstigen Bahnhof Lottengrün zweigte die Bahnstrecke Lottengrün–Plauen in nordwestliche Richtung ab. Im weiteren Verlauf führte die Trasse weiterhin in Richtung Südwesten bis zum Haltepunkt Taltitz. Anschließend verlief sie gen Süden auf die Talsperre Pirk zu, danach an deren Nordufer in Richtung Südosten zum Bahnhof Oelsnitz (Vogtl), wo sie auf die Bahnstrecke Plauen–Cheb traf.

### Betriebsstellen
Herlasgrün
⊙

Bahnhof Herlasgrün (um 1900)

Bis zur Eröffnung der Voigtländischen Staatseisenbahn war der Bahnhof Herlasgrün eine unbedeutende Zwischenstation an der Bahnstrecke Leipzig–Hof. Erst mit dem Lückenschluss Plauen–Oelsnitz wurde der Bahnhof umfassend ausgebaut, da fortan die Züge hier und nicht mehr in Reichenbach begannen und endeten. In diesem Zusammenhang entstand auch die in den 1900er Jahren aufgelassene Lokstation Herlasgrün.
Thoßfell
⊙

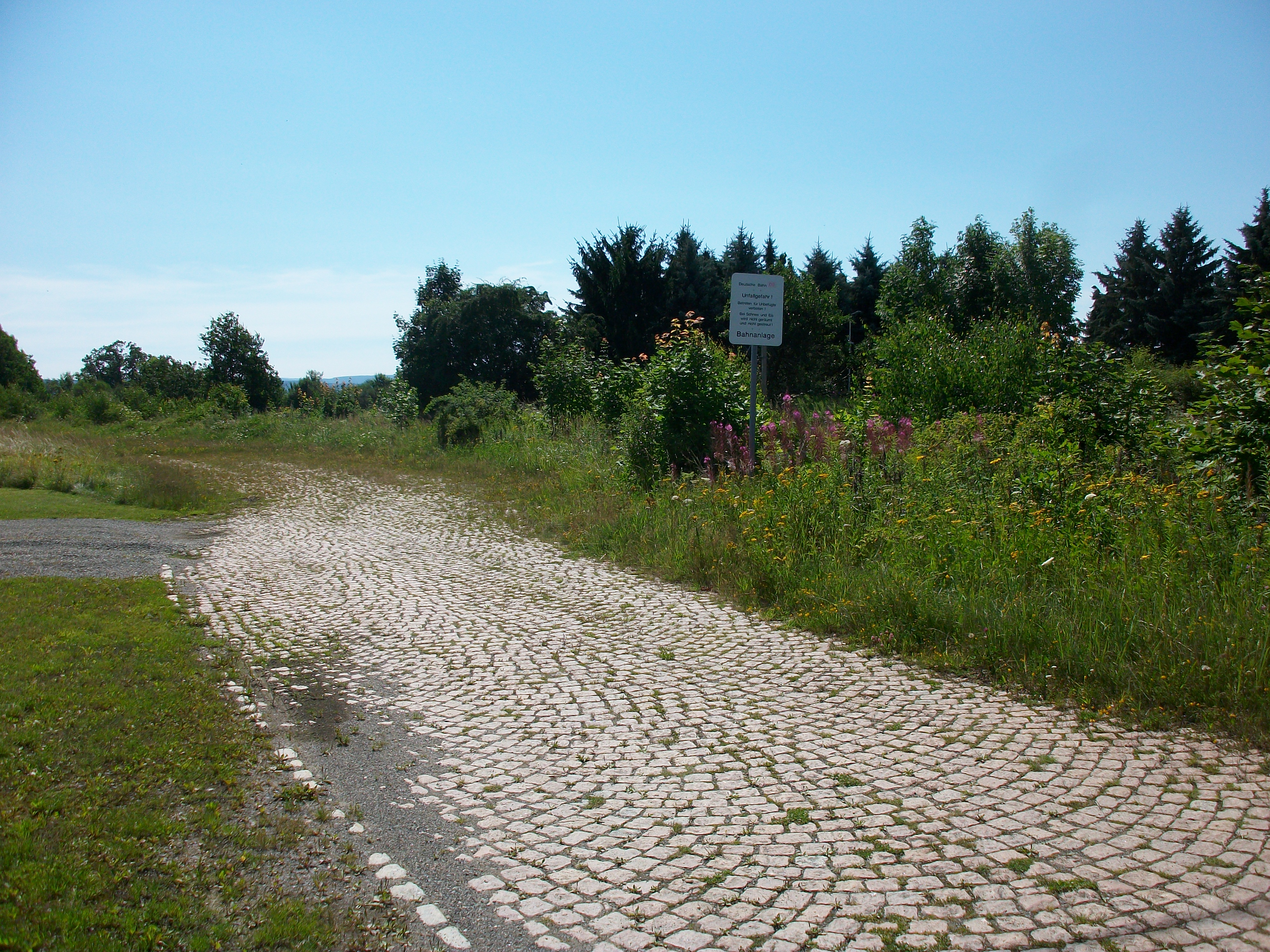
Ehemaliger Haltepunkt Thoßfell (2017)

Die Haltestelle Thoßfell wurde am 1. Juni 1886 für den Personenverkehr eingerichtet, Güterverkehr war ab dem 26. Juli desselben Jahres möglich. Da die Bahnstation auf den Ländereien des Thoßfeller Rittergutsbesitzers entstand, erhielt sie den Namen Thoßfell, obwohl die Gemeinde Gospersgrün wesentlich näher lag. Die Haltestelle bestand lediglich aus zwei Gleisen mit zwei Weichen, einer 280 Meter langen Ladestraße, einem Bahnsteig mit hölzerner Wartehalle und zwei Wagenkästen als Schuppenersatz. 1905 wurde die Station zum Bahnhof erhoben, 1914 ein Wirtschaftsgebäude gebaut.
1966 wurde eine Weiche ausgebaut, das Ladegleis endete fortan stumpf. Der Bahnhof wurde 1969 zum Haltepunkt zurückgestuft, zugleich wurde das Ladegleis komplett entfernt. Bis 1985 war der Haltepunkt noch durch einen Schrankenwärter, der gleichzeitig auch den Fahrkartenverkauf übernahm, besetzt. Der Posten fiel mit dem Bau einer automatischen Schranke über die heutige Bundesstraße 173 weg. Der unbesetzte Haltepunkt wurde 1999 komplett aufgelassen.
Treuen
⊙
Der Bahnhof Treuen der gleichnamigen Industriestadt umfasste anfangs sieben Gleise mit 12 Weichen. Sämtliche Gebäude waren praktisch identisch mit denen von Eich. Das Empfangsgebäude hatte eine Grundfläche von 486 Quadratmetern, der Güterschuppen 358 Quadratmeter, hinzu kam ein Freiabtritt und ein Wirtschaftsgebäude. Für den Personenverkehr standen zwei Bahnsteige zur Verfügung, für den Güterverkehr nach einem Ausbau der Bahnhofsanlagen in den 1890er Jahren zwei Ladestraßengleise, eine Kopf- und Seitenladerampe sowie eine Gleiswaage. Zugleich entstanden zwei Anschlussgleise.
Bis Ende der 1940er Jahre blieb der Bahnhof unverändert erhalten, dann mussten mehrere Weichen zur Oberbaugewinnung ausgebaut werden. Anfang der 1960er Jahre wurde in Treuen ein Kühlhaus gebaut, welches eine eigene Anschlussbahn erhielt. Zur Bedienung wurde eine Lok der Baureihe V 15 in Treuen stationiert, die zugleich den Rangierdienst und Übergaben nach Eich übernahm.
Bei der Streckensanierung in den 1990er Jahren wurde Treuen zum Haltepunkt degradiert, alle Gleise bis auf das durchgehende Hauptgleis wurden mittlerweile entfernt. Auf dem Bahnhofsvorplatz wurde ein Busbahnhof eingerichtet. Im Jahr 2015 wurde das Empfangsgebäude abgerissen. Einziges erhaltenes Gebäude ist seitdem die Güterabfertigung.

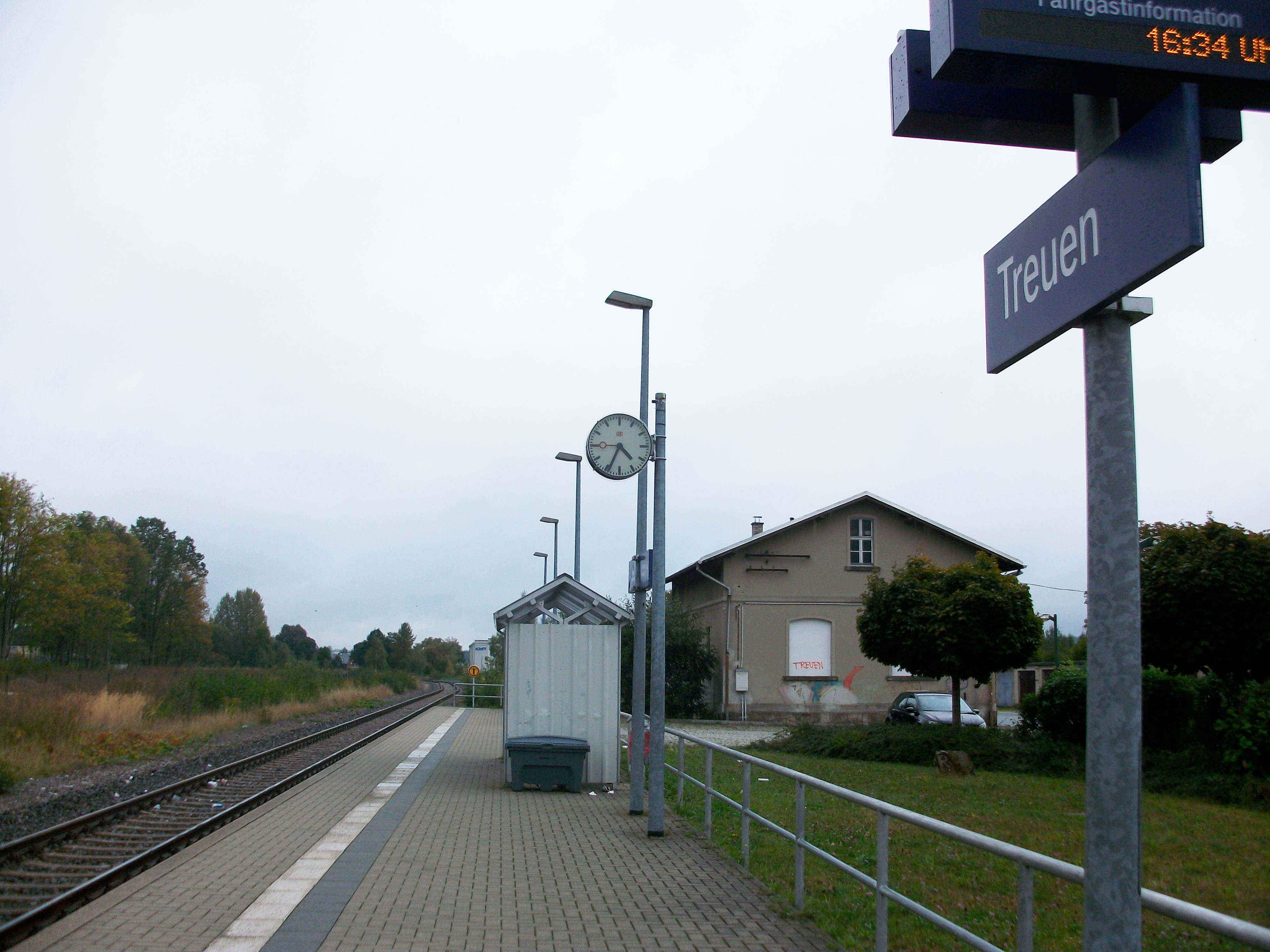
Bahnhof Treuen (2016)
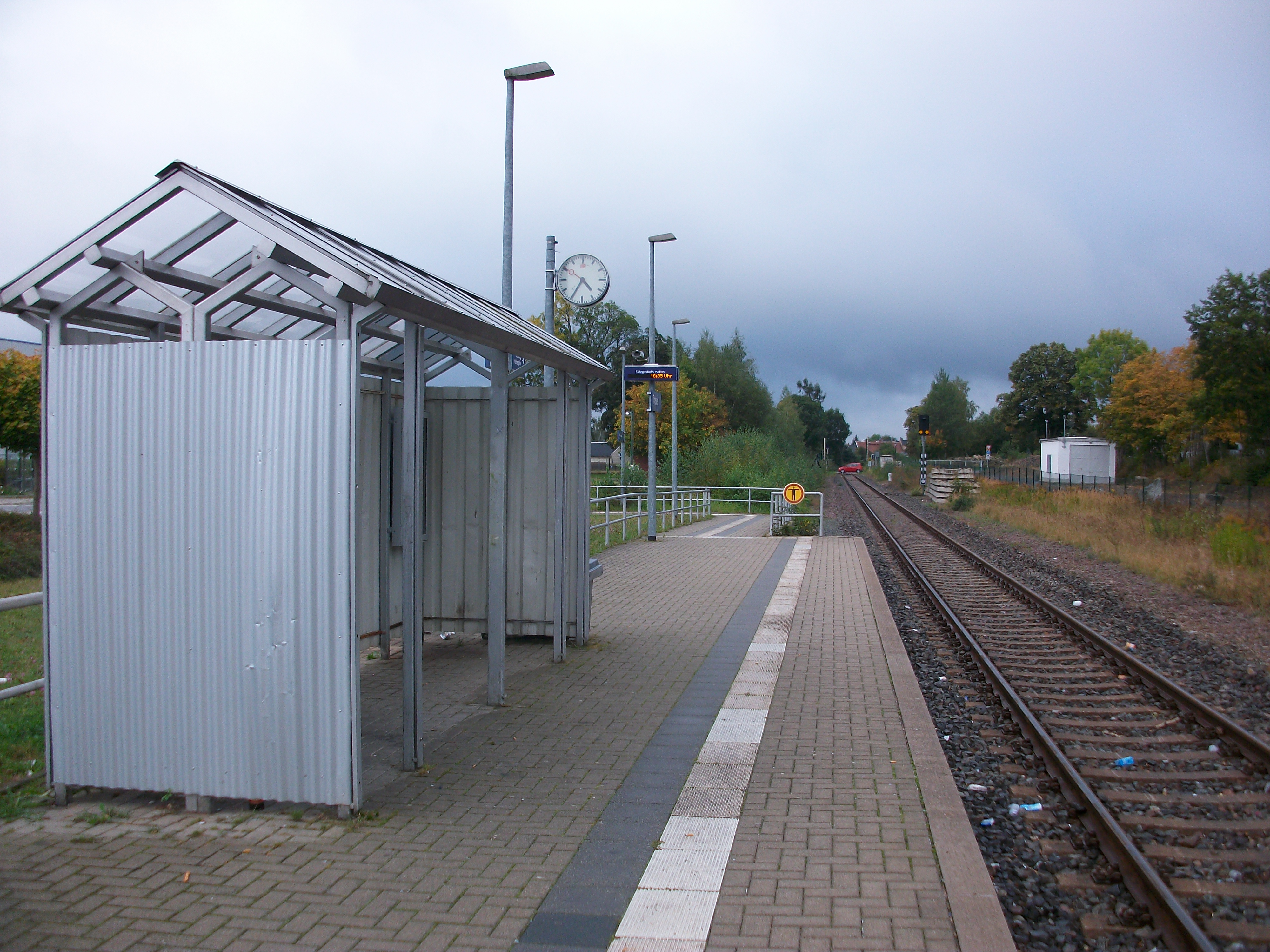
Bahnhof Treuen (2016)
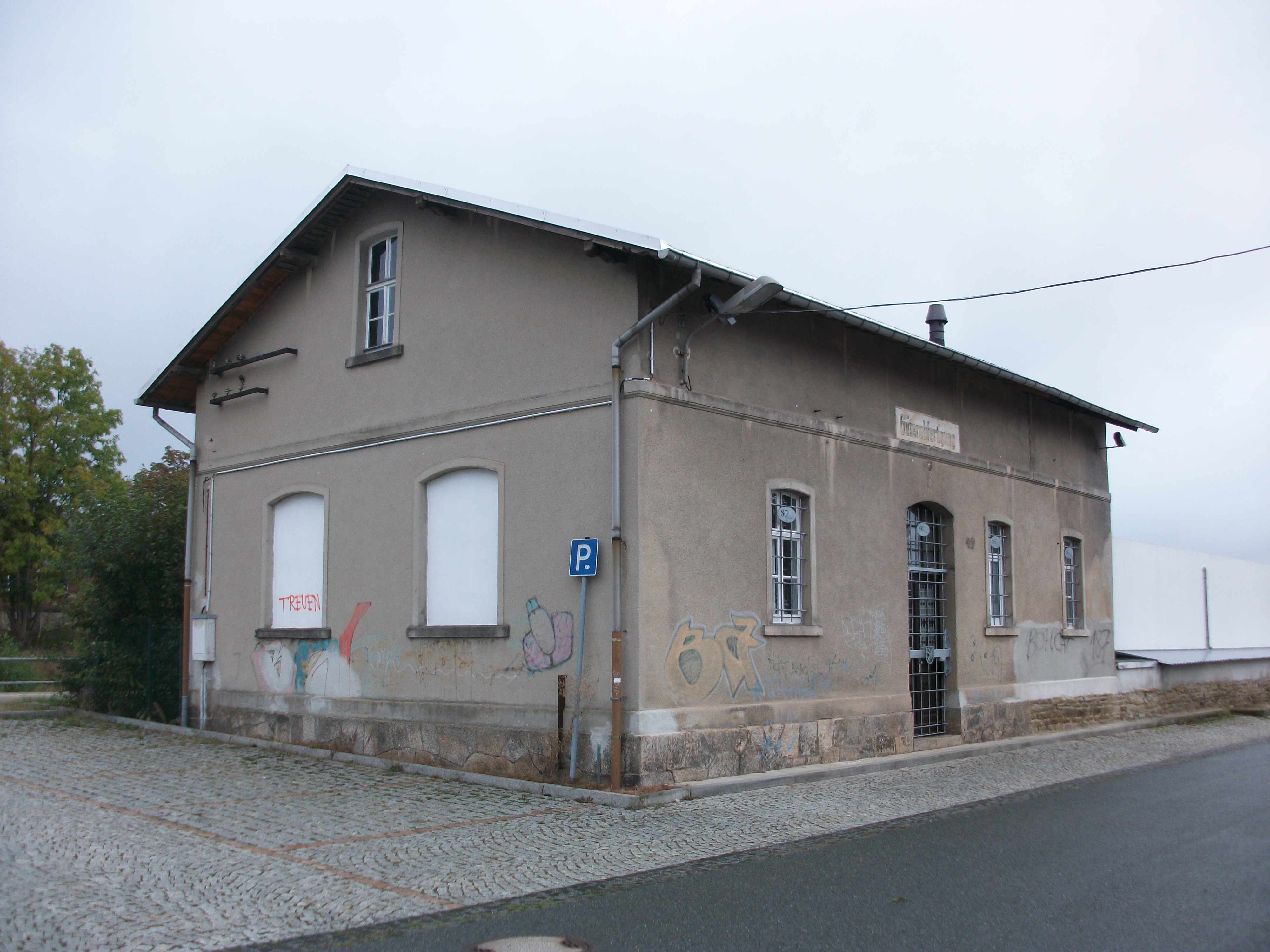
Bahnhof Treuen, Güterabfertigung (2016)

Eich (Sachs)
⊙

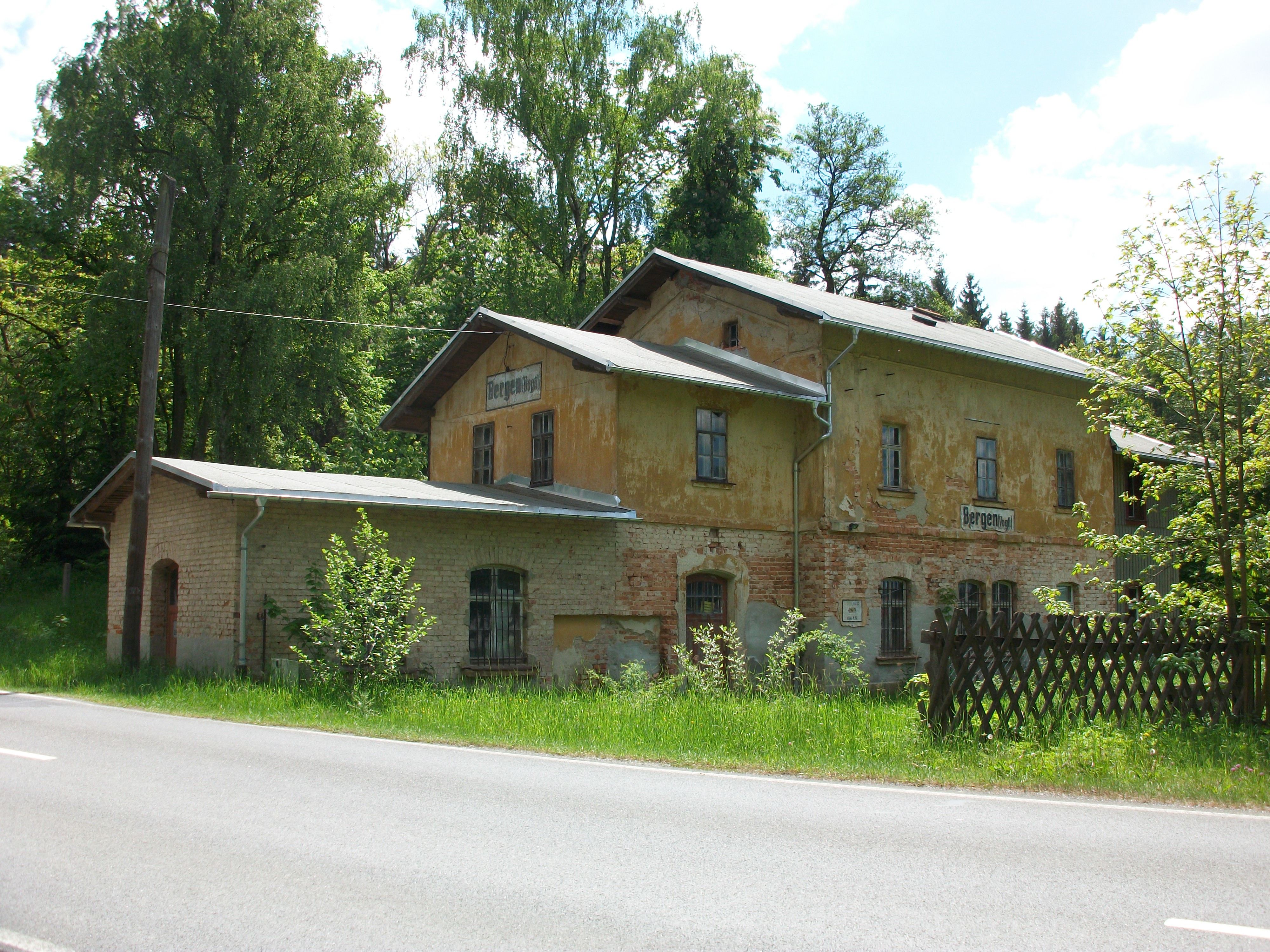
Bahnhof Bergen (Vogtl), Empfangsgebäude (2017)

Der Bahnhof trug während seiner Betriebszeit schon sechs unterschiedliche Namen, im Einzelnen waren dies:
- bis 28. November 1875: Bahnhof Lengenfeld
- bis 15.[7] oder 17.[8] November 1879: Lengenfeld ob Bf
- bis 30. September 1905: Bahnhof Eich
- bis 30. Juni 1911: Bahnhof Eich i Sachsen
- bis 21. Dezember 1933: Bahnhof Eich (Sa)
- seit 22. Dezember 1933: Bahnhof Eich (Sachs)

Obwohl sich die Bewohner der Stadt Lengenfeld stark für den Bahnbau eingesetzt hatten, verlief die Voigtländische Staatseisenbahn etwa drei Kilometer an der Stadt vorbei. Dennoch erhielt der Bahnhof Lengenfeld den Namen, obwohl die Gemeinde Eich vom Bahnhof nur etwa 500 Meter entfernt lag. Die Bahnhofsanlagen waren entsprechend groß dimensioniert angelegt. Vier durchgehende Gleise, ein kurzes Stumpfgleis an einer Kopframpe waren über sieben Weichen verbunden. Für den Güterverkehr gab es weiterhin eine Ladestraße, einen Güterschuppen und eine Seitenrampe, für den Personenverkehr waren zwei Bahnsteige vorhanden. Die Gebäude ähnelten denen des Bahnhofs Treuen sehr stark.
Nach der Eröffnung der Bahnstrecke Zwickau–Falkenstein der ZLF gab es in Lengenfeld einen neuen Bahnhof, der wesentlich günstiger lag und somit dem alten Bahnhof bald den Rang ablief. Deswegen wurden bis 1880 der Bahnhof zurückgebaut, neben einem Bahnsteig entfiel das Stumpfgleis mit der Kopframpe, die Gleiswaage und zwei Weichen, sodass zwei Gleise fortan die Gleise 1 und 2 als Stumpfgleise endeten. Ab 1881 war Eich nur noch eine Haltestelle, wurde aber 1905 wieder zum Bahnhof aufgewertet, da der Zustand der Eröffnungszeit bis auf das Stumpfgleis wegen größerer Verkehrssteigerungen wiederhergestellt worden war. Größter Kunde war fortan die Pechsiederei Eich, die auch eigene Güterwagen besaß.
Zwar hat Eich den Status eines Kreuzungsbahnhofs erhalten, die Gleisanlagen wurden aber bis auf das Haupt- und das Kreuzungsgleis 1997 abgebaut. Die 1984 errichtete Anschlussbahn der Pechsiederei ist heute ebenfalls nicht mehr vorhanden. Seit dem 11. Dezember 2011 wird der Bahnhof Eich (Sachs) nicht mehr im Personenverkehr bedient.

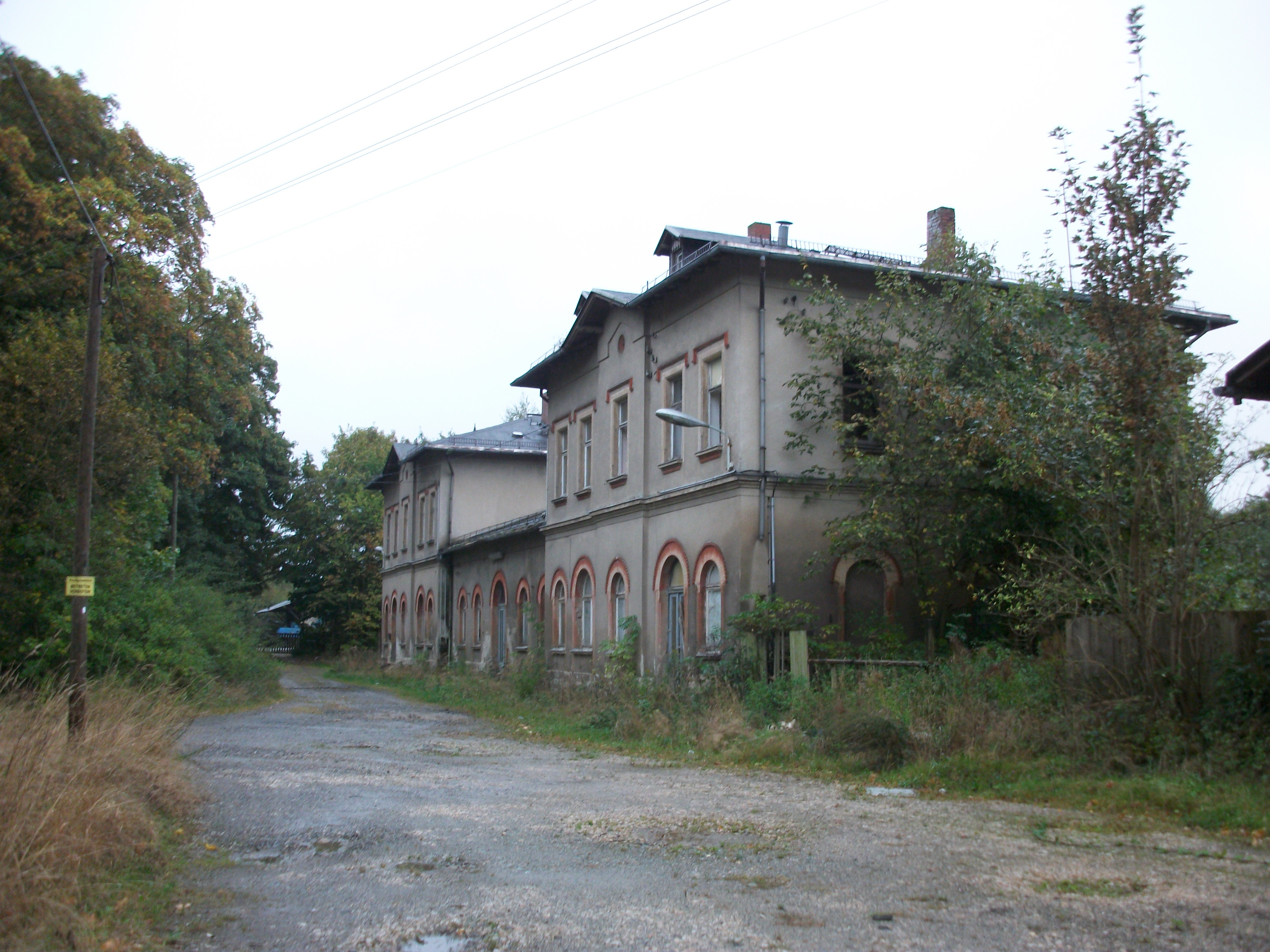
Bahnhof Eich (Sachs), Straßenseite (2016)
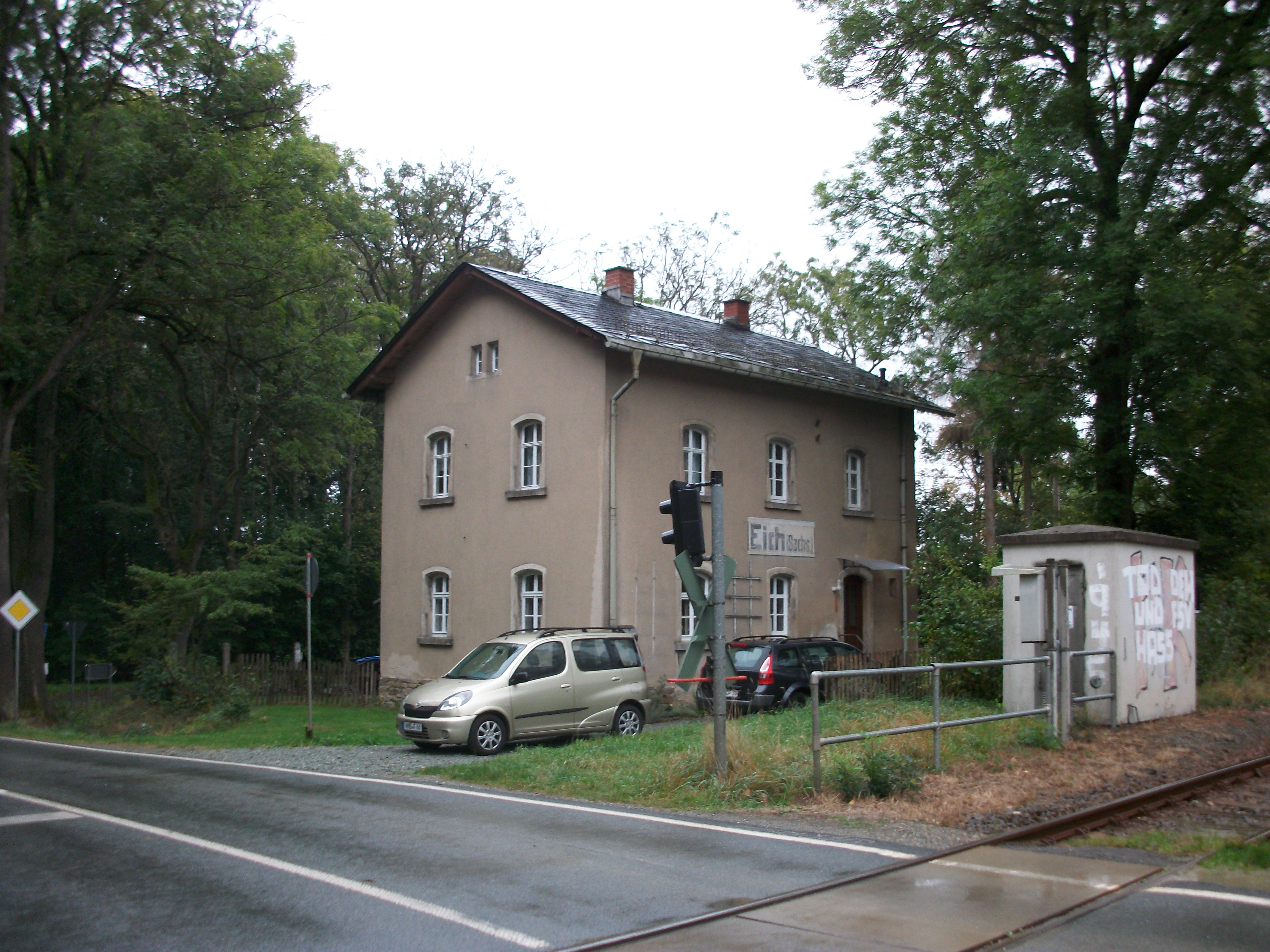
Bahnhof Eich (Sachs), Wohnhaus (2016)
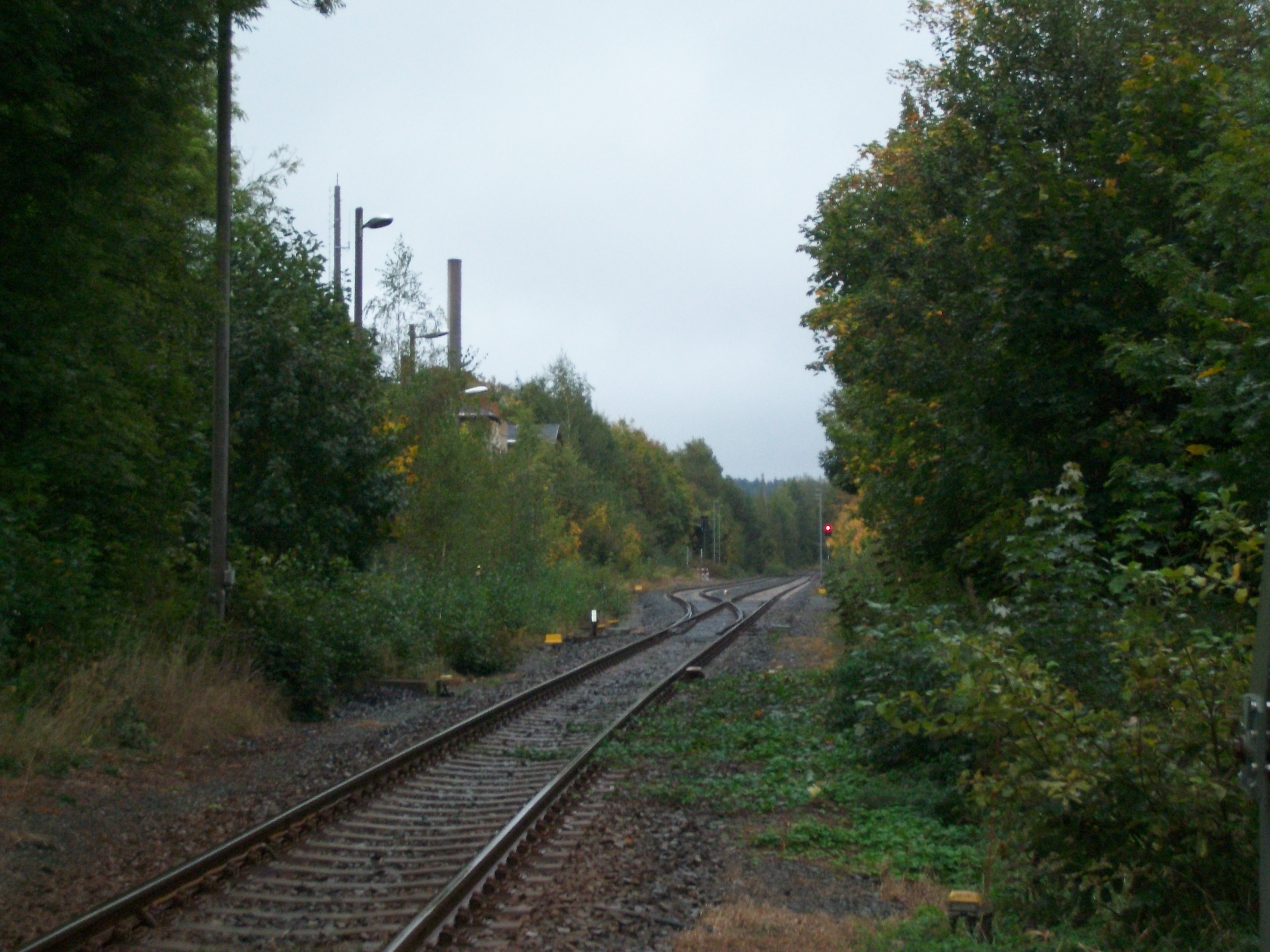
Bahnhof Eich (Sachs) nach Einstellung des Personenverkehrs (2016)
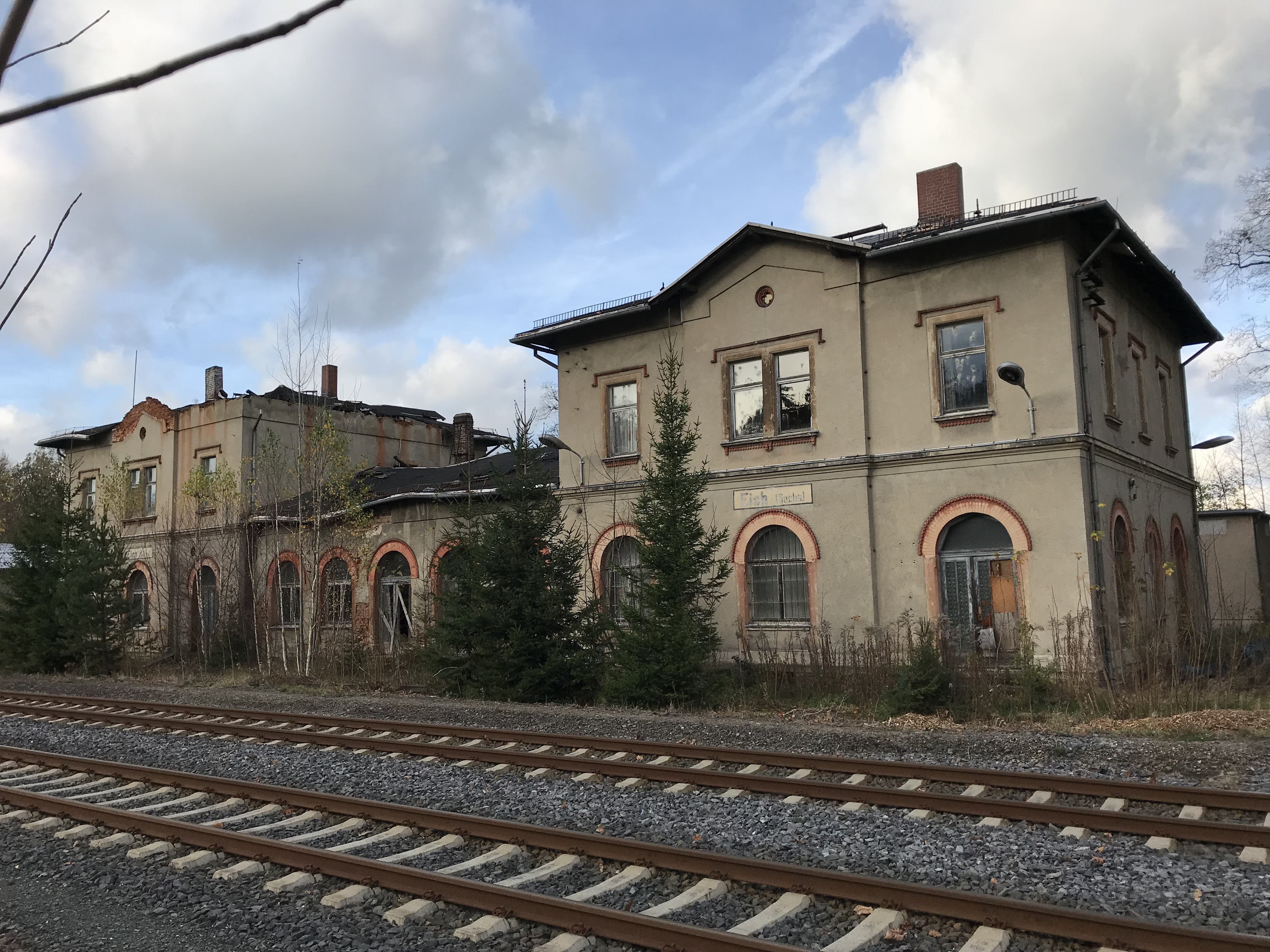
Bahnhof Eich, Gleisseite (2017)

Auerbach (Vogtl) ob Bf
⊙
Der Bahnhof trug während seiner Betriebszeit schon drei unterschiedliche Namen, im Einzelnen waren dies:
- bis 28. November 1875: Bahnhof Auerbach
- bis 30. September 1911: Auerbach ob Bf
- 1. Oktober 1911: Auerbach (Vogtl) ob Bf

Der Bahnhof Auerbach war ähnlich wie der in Treuen. Er lag über zwei Kilometer von der Stadt entfernt, zudem war eine für Pferdefuhrwerke nicht unerhebliche Steigung zum Bahnhof zu überwinden. Analog zum ersten Lengenfelder Bahnhof verlor nach der Inbetriebnahme der Bahnstrecke Zwickau–Falkenstein der nunmehrige obere Bahnhof von Auerbach stark an Bedeutung.
Von den ehemals sechs Gleisen mit mehr als 10 Weichen blieben nach dem Rückbau 1880 nur zwei Gleise erhalten. Die Gleiswaage, die Kopf- und Seitenladerampe, ein Ladestraßengleis sowie die Güterschuppen wurden ersatzlos entfernt. Damit einher ging die Rückstufung zur Haltestelle. Auch das Anschluss zu einem Sägewerk wurde verlegt. Der nördliche Anbau des Empfangsgebäudes mit 564 Quadratmetern Grundfläche wurden ebenfalls abgerissen, auch wurde das Bahnhofsrestaurant geschlossen.
In den 1900er Jahren wurde der Bahnhof geringfügig erweitert, neben einem weiteren Anschlussgleis entstand ein neuer Anbau an das Empfangsgebäude. Das bisherige Ladegleis wurde 1924 in ein Bahnsteiggleis umgewandelt, damit war im oberen Auerbacher Bahnhof kein öffentlicher Güterverkehr mehr möglich.
Nach dem Zweiten Weltkrieg wurde das Anschlussgleis zum Sägewerk von der Wismut übernommen, später wurde es von einer Großhandelsgesellschaft genutzt. Im Jahr 2002 erfolgte der Abriss des Empfangsgebäudes. Er hat nach der Modernisierung ein ähnliches Aussehen wie Auerbach (Vogtl) unt Bf.

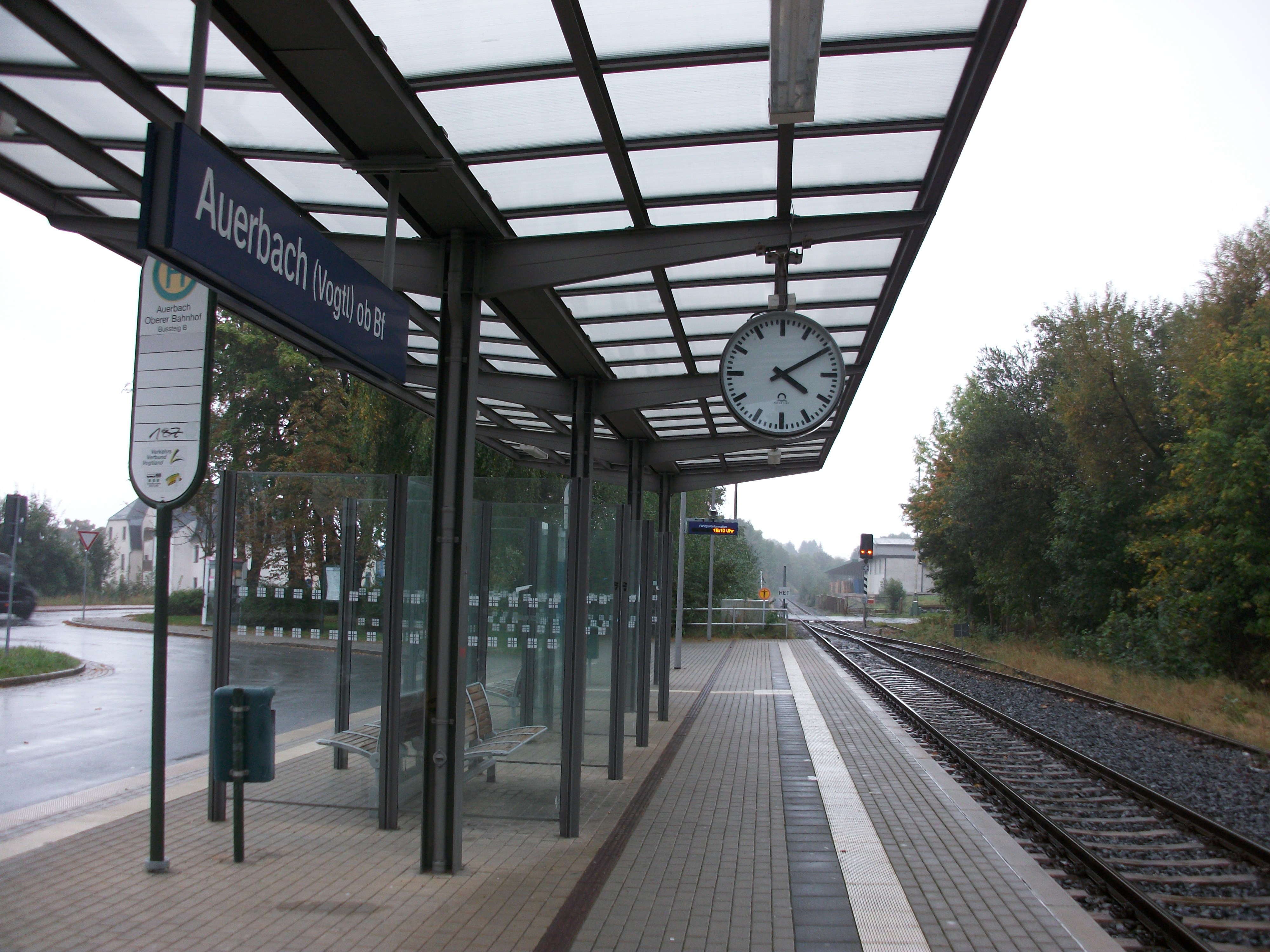
Auerbach (Vogtl) ob Bf (2016)
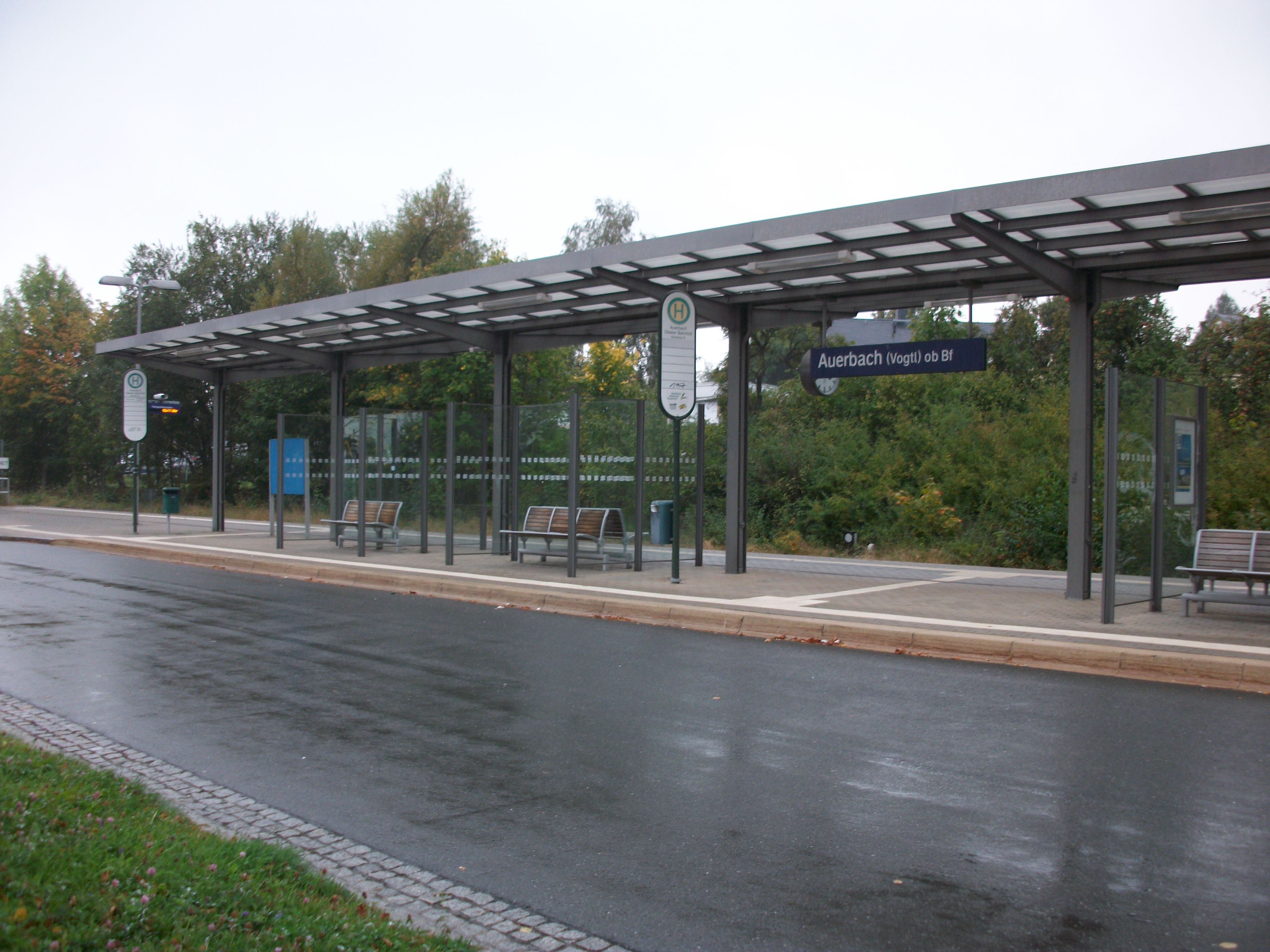
Auerbach (Vogtl) ob Bf, Busbahnhof (2016)
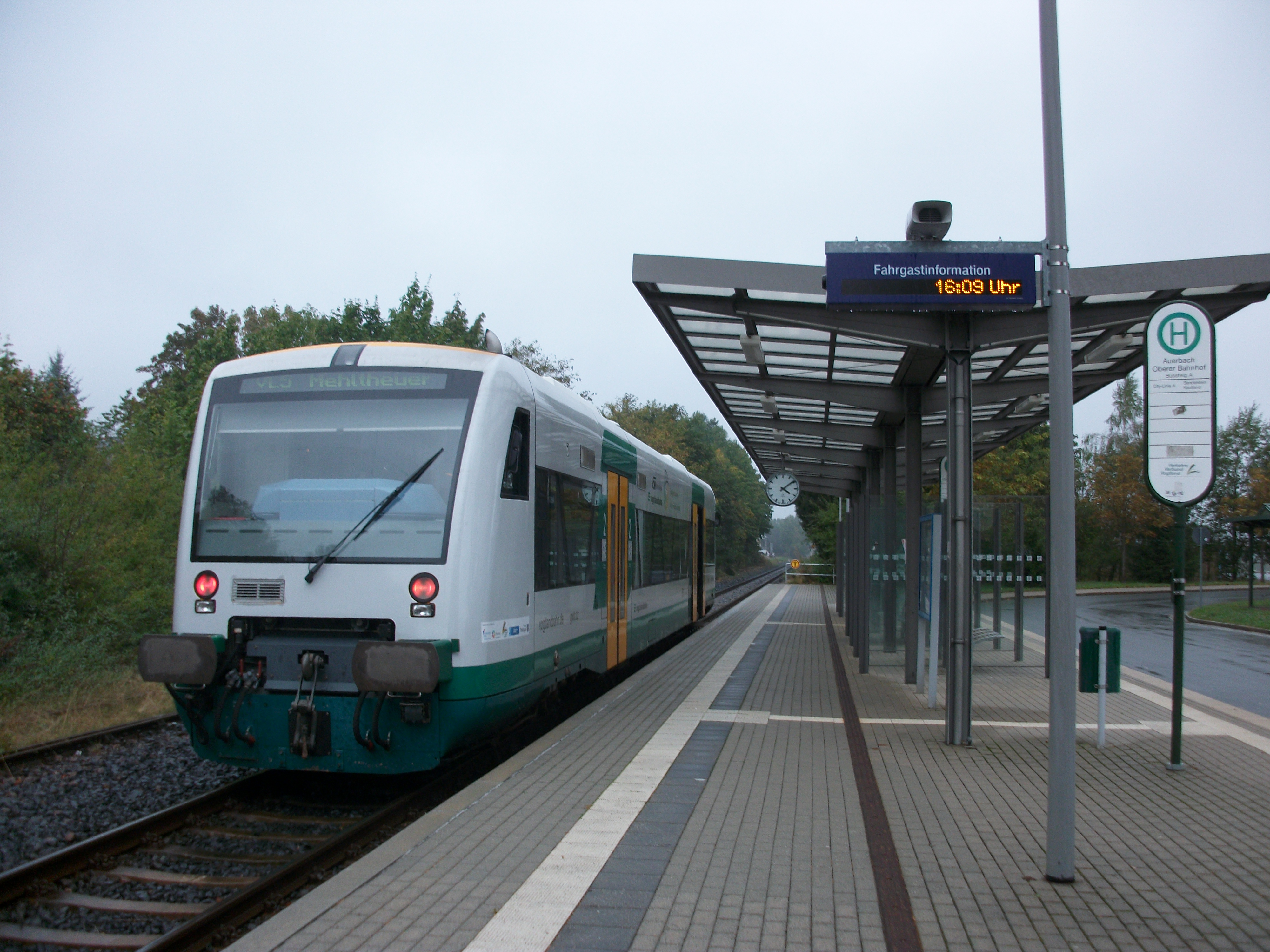
Auerbach (Vogtl) ob Bf mit Vogtlandbahn (2016)

Auerbach (Vogtl) Hp ⊙

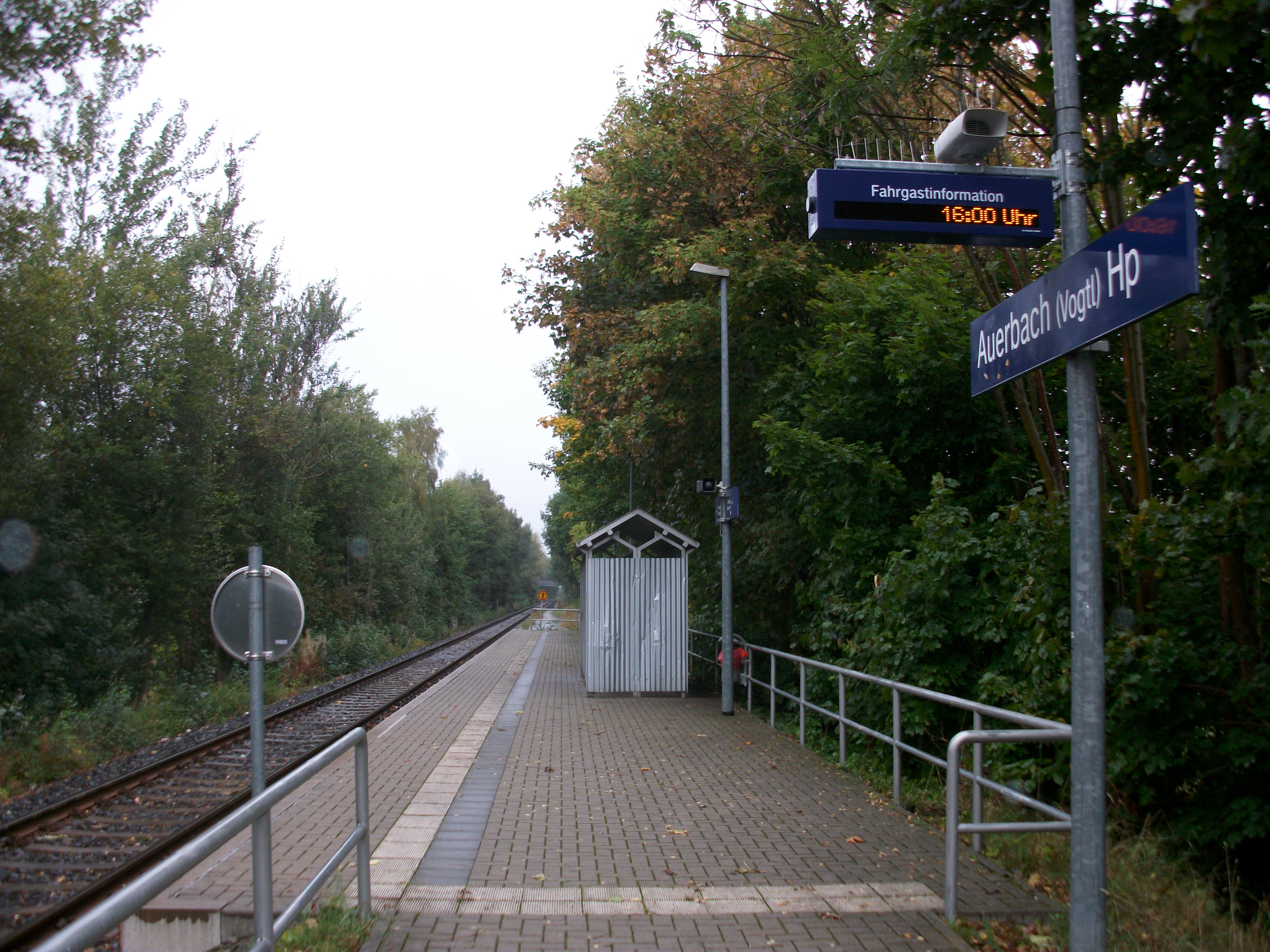
Auerbach (Vogtl) Hp

Die Bewohner eines Auerbacher Neubaugebietes wünschten sich Anfang der 1980er Jahre eine Bahnstation, da sie sonst einen langen Fußweg bis zum Oberen Bahnhof hatten. Der Rat des Kreises Auerbach plante ab 1984 eine entsprechende Station, am 8. Dezember 1986 wurde der Haltepunkt, bestehend aus einer Betonwartehalle und einem 150 Meter langen Bahnsteig, eröffnet. Dabei war auch Dieter Neumann, der Präsident der Rbd Dresden, anwesend.
Falkenstein (Vogtl) ⊙

Bahnhof Falkenstein vor dem Bahnhofsumbau noch als Inselbahnhof, um 1905

Der Bahnhof Falkenstein (Vogtl) wurde bei der Eröffnung der Bahnstrecke nur als einfache Kreuzungs- und Wasserstation gebaut. Mit Eröffnung der Bahnstrecke Zwickau–Falkenstein der kurz darauf verstaatlichten ZLF wurde Falkenstein 1875 zum Inselbahnhof, da die ZLF ihre Bahnhofsanlagen südlich (und damit auf der anderen Seite) des bestehenden Bahnhofs baute.
1892 wurde noch die von Falkenstein ausgehende Bahnstrecke Falkenstein–Muldenberg eröffnet. Obwohl zuvor schon mehrfach erweitert, wurde der Bahnhof ab 1908 vollständig umgebaut. Dabei entstand auch das heutige Empfangsgebäude.
Beim Privatbahnbau 1875 wurde hier ein Heizhaus und Lokomotivbehandlungsanlagen errichtet. Diese Anlagen waren der Ausgangspunkt des späteren circa 20 Jahre selbstständigen Bahnbetriebswerkes Falkenstein.
Ende der 1990er Jahre wurden die Gleisanlagen wesentlich reduziert. Heute sind im Bahnhof bloß noch zwei durchgehende Gleise vorhanden, alle restlichen Gleise enden stumpf.
Bergen (Vogtl)
⊙
Der Bahnhof trug während seiner Betriebszeit schon drei unterschiedliche Namen, im Einzelnen waren dies:
- bis 30. Juni 1911: Bergen
- bis 4. Oktober 1930: Bergen (Sa)
- seit 5. Oktober 1930: Bergen (Vogtl)

Anfangs bestand die Haltestelle Bergen nur aus zwei Gleisen, wurde aber recht bald um ein drittes erweitert. Für den Güterverkehr war eine Seitenladerampe, ein Güterschuppen und eine Ladestraße vorhanden. Da die 1905 zum Bahnhof erhobene Station circa zwei Kilometer von der namensgebenden Ortschaft Bergen entfernt lag, hatte die Station immer wenig Bedeutung. Einzig als die Wismut in den 1950er Jahren hier Erz verlud, erfuhr der Bahnhof eine große Verkehrssteigerung.
Lottengrün
⊙
Der Bahnhof Lottengrün entstand um 1869 aus einer hier angelegten Wasserstation an der Bahnstrecke Herlasgrün–Oelsnitz. Zunächst zur Güterladestelle erweitert, wurde ab 1879 auch Personenverkehr durchgeführt. Zudem zweigte ab 1902 hier eine Industriebahn zu den Theumaer Schieferbrüchen ab, die später als öffentliche Bahnstrecke bis Plauen verlängert wurde. 1951 wurde wegen des geringen Verkehrsaufkommens der Abschnitt Lottengrün–Oelsnitz abgebaut. Am 26. September 1970 endete der Personenverkehr auf dem Abschnitt Falkenstein (Vogtl)–Lottengrün und der Bahnstrecke Lottengrün–Plauen. Nachdem im Herbst 1972 die Bedienung der Theumaer Schieferbrüche auf dem Schienenweg eingestellt wurde, ging der nunmehrige Güterbahnhof Lottengrün am 1. Oktober 1972 außer Betrieb. Das Empfangsgebäude der Station im Osten von Lottengrün ist bis heute erhalten.
Untermarxgrün
⊙

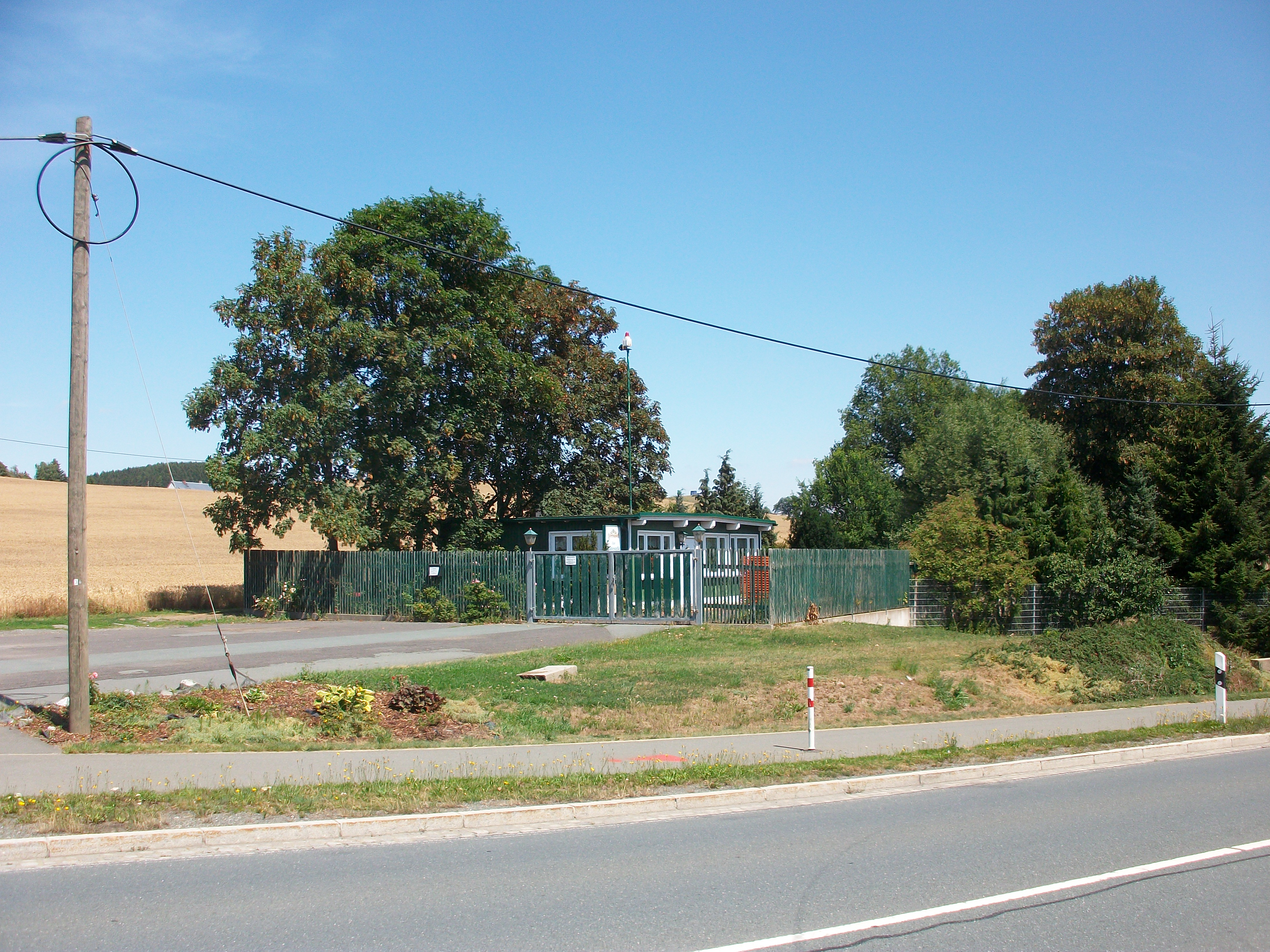
Bahnhof Untermarxgrün, Gaststätte Zur Haltestelle (2018)

Der Haltestelle Untermarxgrün an der Straßenkreuzung mit der Chaussee Plauen–Oelsnitz wurde zusammen mit der Bahnstrecke eröffnet. Die Haltestelle bestand aus drei durchgehenden Gleisen sowie einem kurzen Stumpfgleis zum Güterschuppen, welches aber bereits 1880 wieder abgebaut wurde. 1905 wurde die Station zum Bahnhof erhoben. An Hochbauten waren neben einem Wirtschaftsgebäude auch ein Beamtenwohnhaus, ein Weichenwärterhaus sowie ein zweistöckiges Empfangsgebäude vorhanden, welches später zweimal durch einen angebauten Flachbau vergrößert wurde. Mit der Stilllegung des Abschnitts Lottengrün–Oelsnitz ging die Station am 27. April 1951 außer Betrieb. Am Standort in der „Plauenschen Straße“ am Nordwestrand von Untermarxgrün befindet sich heute die Gaststätte „Zur Haltestelle“. Die Bushaltestelle trägt den Namen „Untermarxgrün, alter Bahnhof“.
Taltitz
⊙
Die Bevölkerung des circa einen Kilometer entfernten Ortes wünschte sich 1908 einen Haltepunkt. Der Haltepunkt Taltitz am beschrankten Bahnübergang der Straße Taltitz–Oelsnitz wurde am 1. Oktober 1909 eingerichtet. Die Anlagen bestanden aus einem Bahnsteig, einer hölzernen Wartehalle, einem Wirtschaftsgebäude und einem Freiabtritt. Der Fahrkartenverkauf wurde vom Schrankenwärter übernommen. Obwohl die Straßenkreuzung 1920 durch eine Straßenbrücke ersetzt wurde, blieb der Haltepunkt bis 1951 mit Personal besetzt. Mit der Stilllegung des Abschnitts Lottengrün–Oelsnitz ging die Station am 27. April 1951 außer Betrieb. Am Standort in der Siedlung Neue Welt sind die Hochbauten bis in die Gegenwart erhalten geblieben.

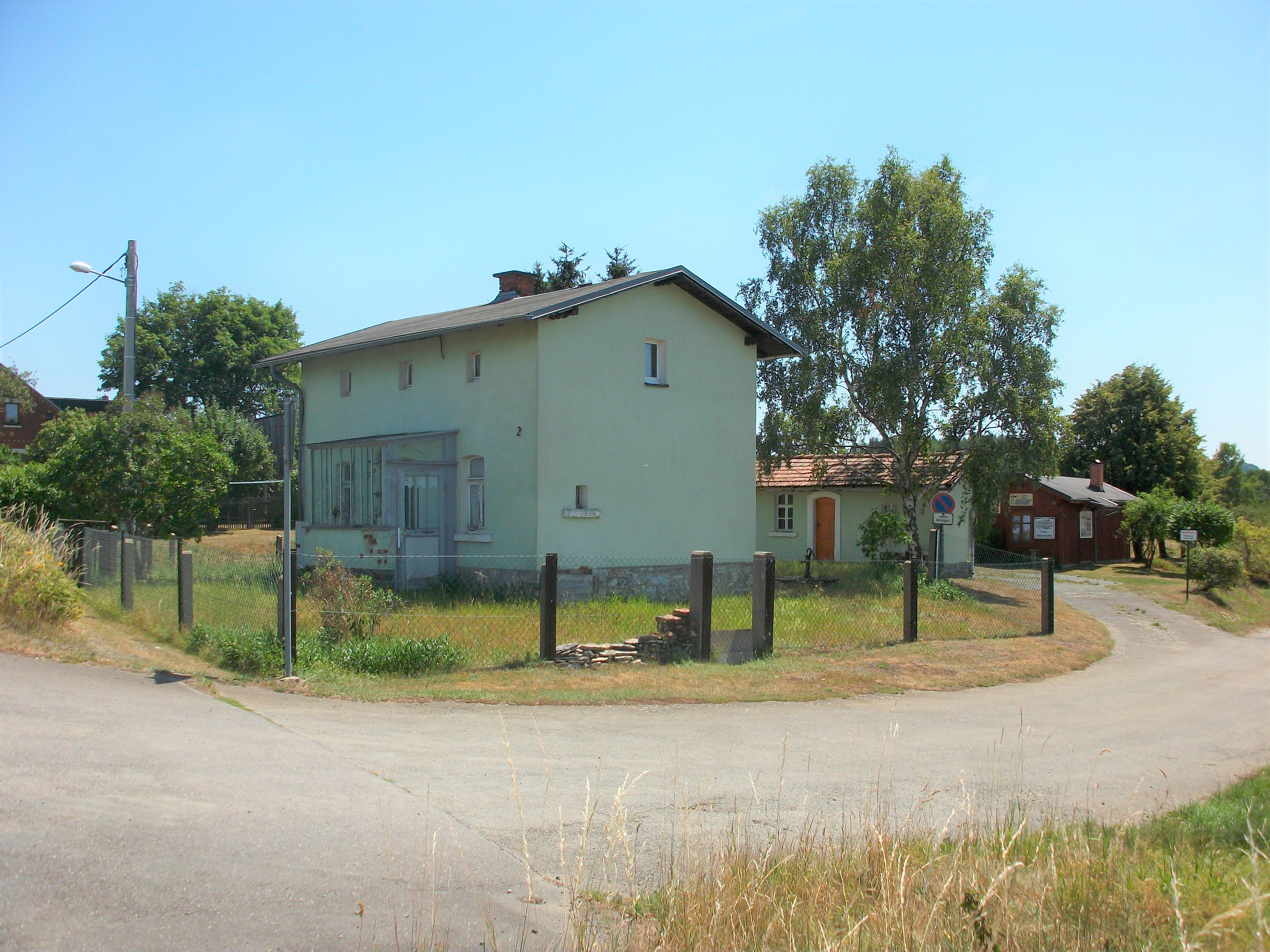
Haltepunkt Taltitz, Bahnwärterhaus, Nebengebäude und Empfangsgebäude (2018)
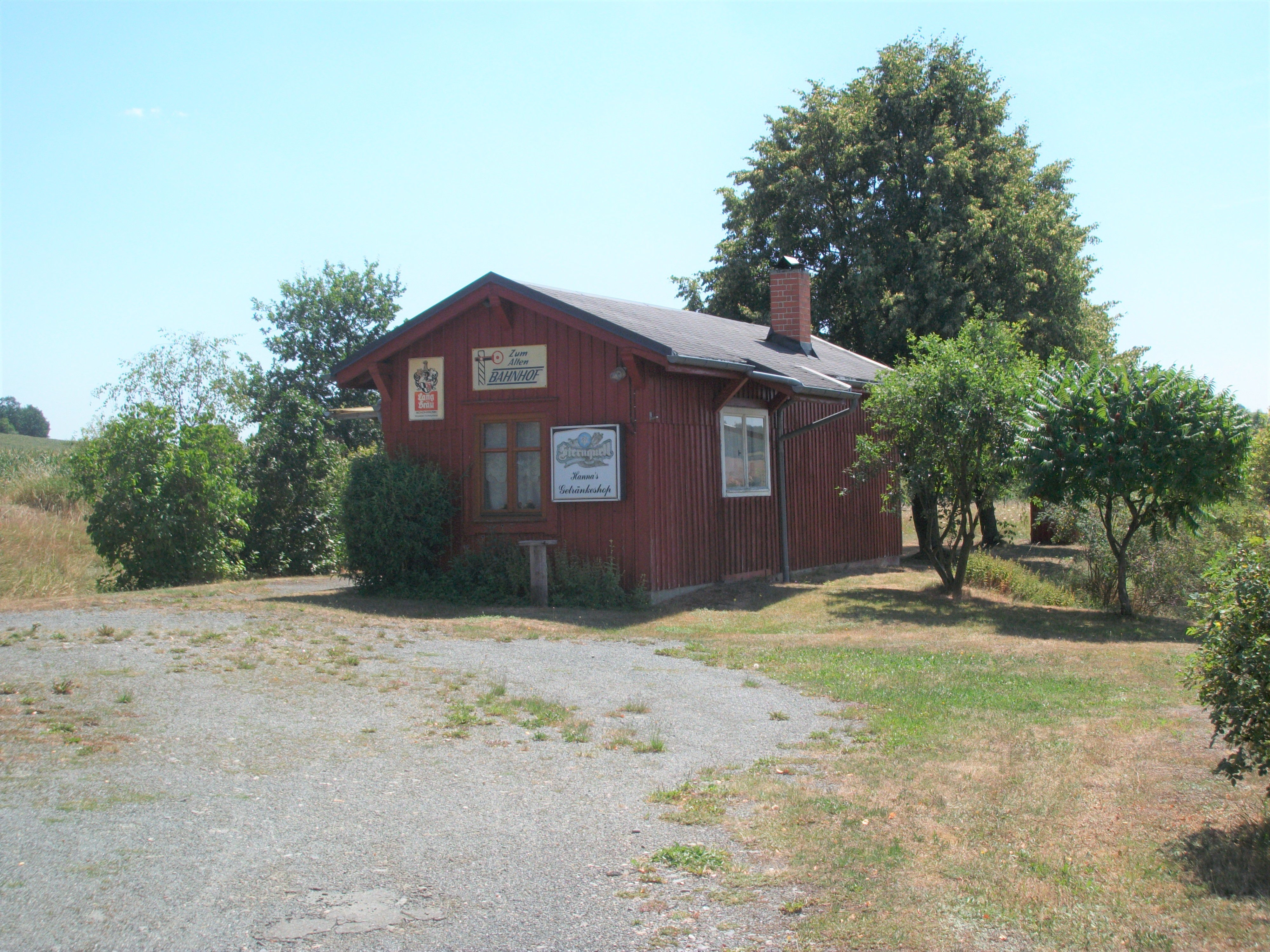
Haltepunkt Taltitz, Empfangsgebäude (2018)
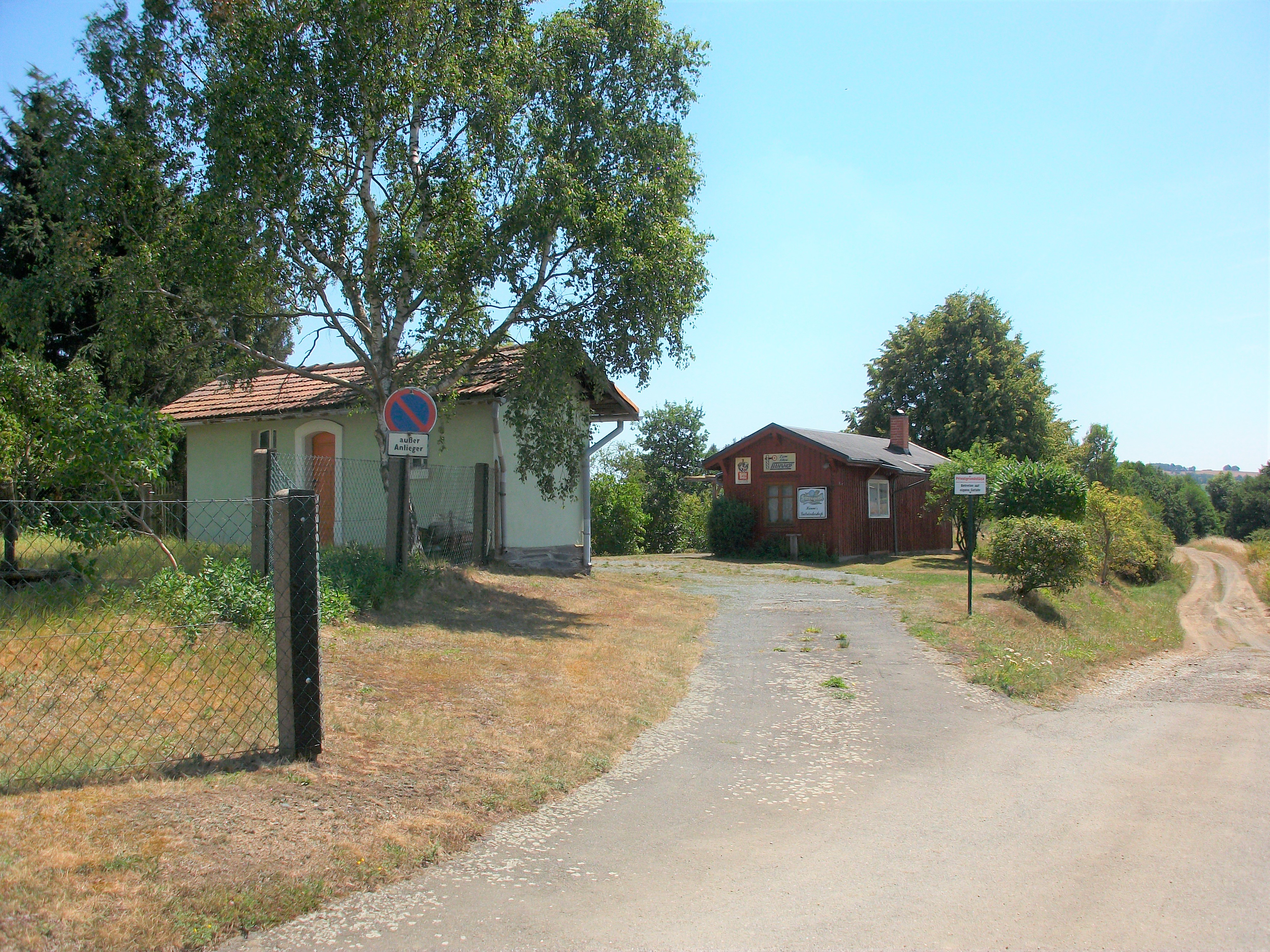
Haltepunkt Taltitz, Empfangsgebäude und Wirtschaftsgebäude (2018)
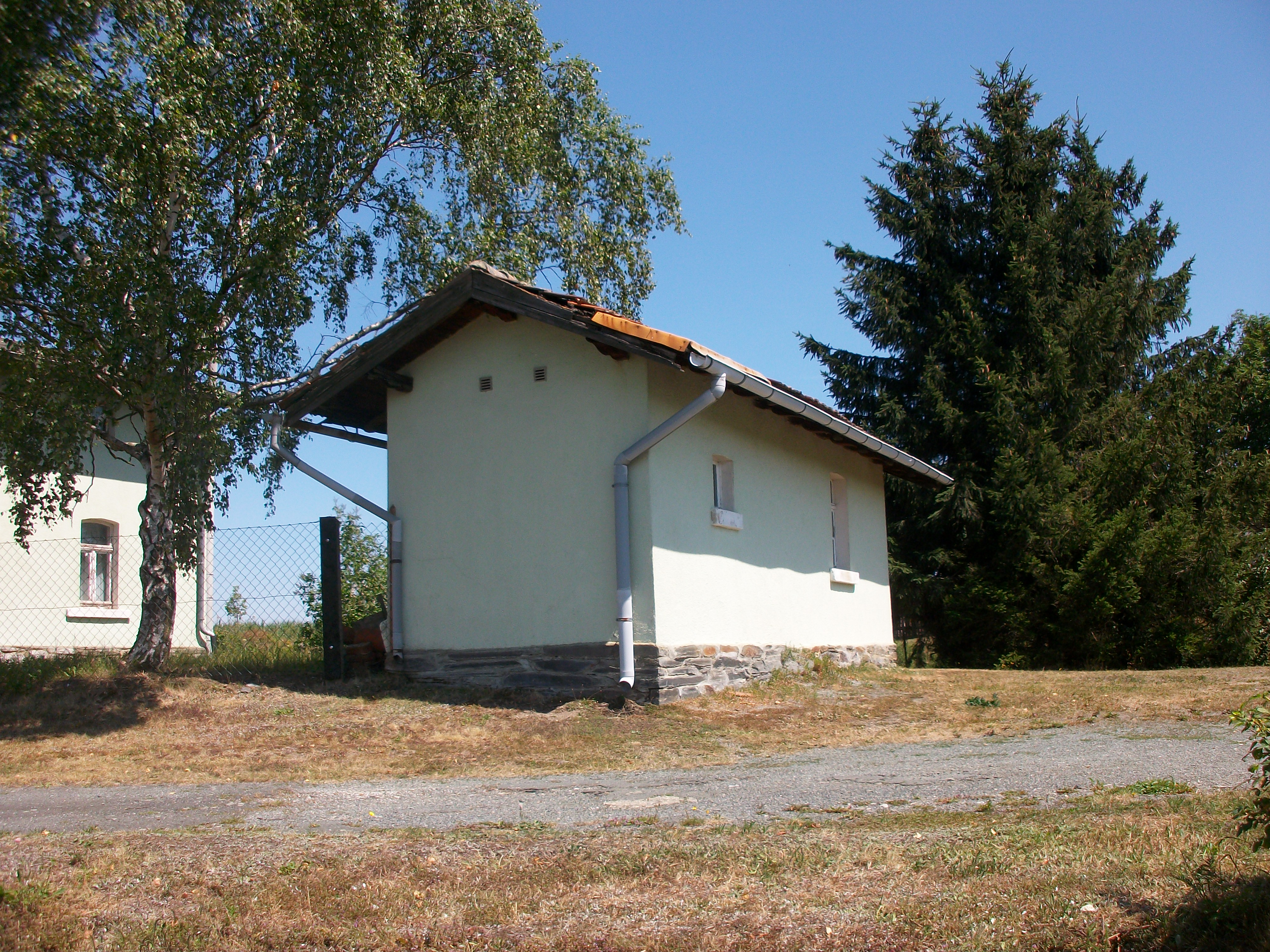
Haltepunkt Taltitz, Wirtschaftsgebäude (2018)
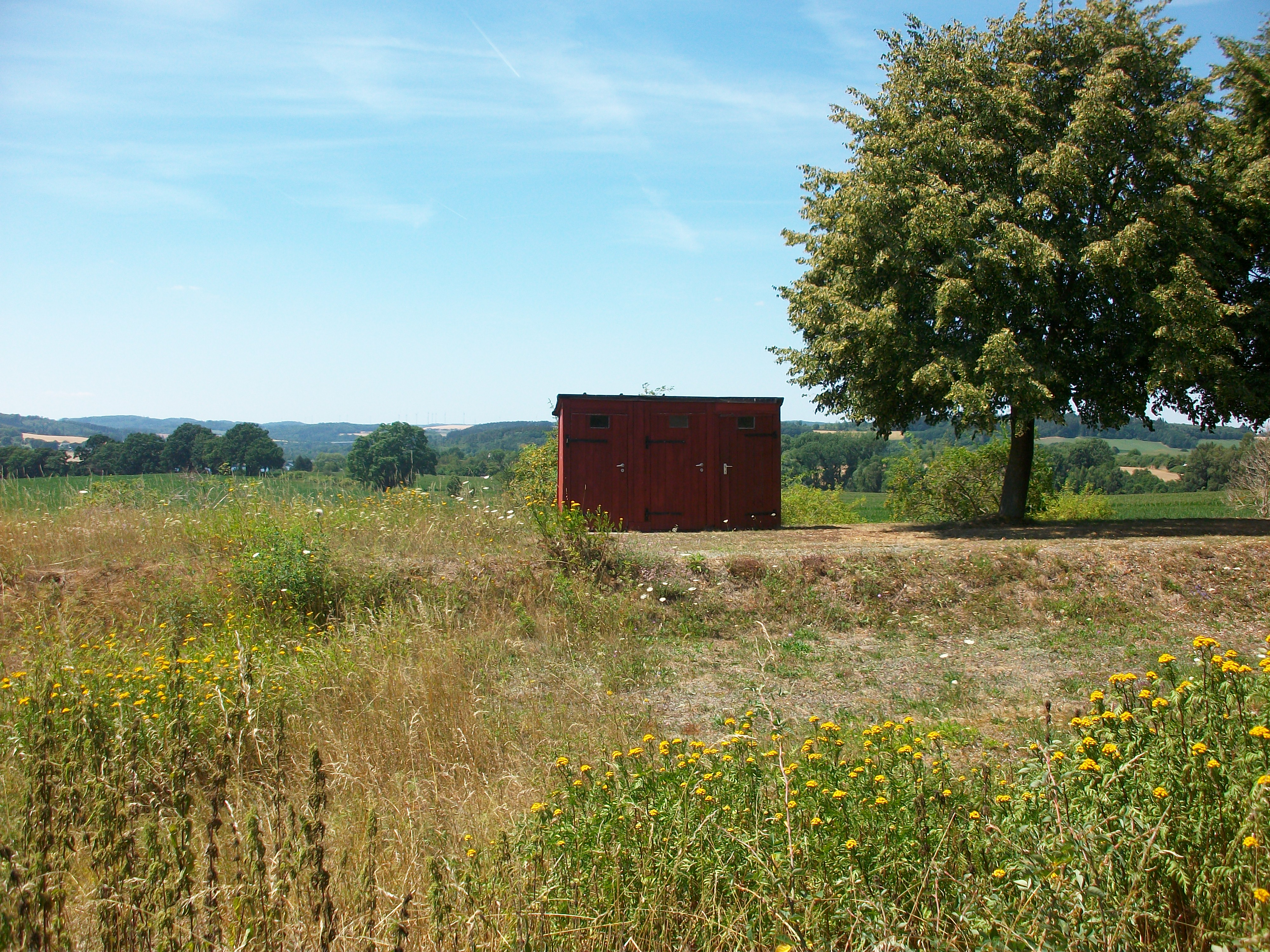
Haltepunkt Taltitz, Freiabtritt (2018)

Oelsnitz (Vogtl) ⊙

Bahnhof Oelsnitz (um 1910)

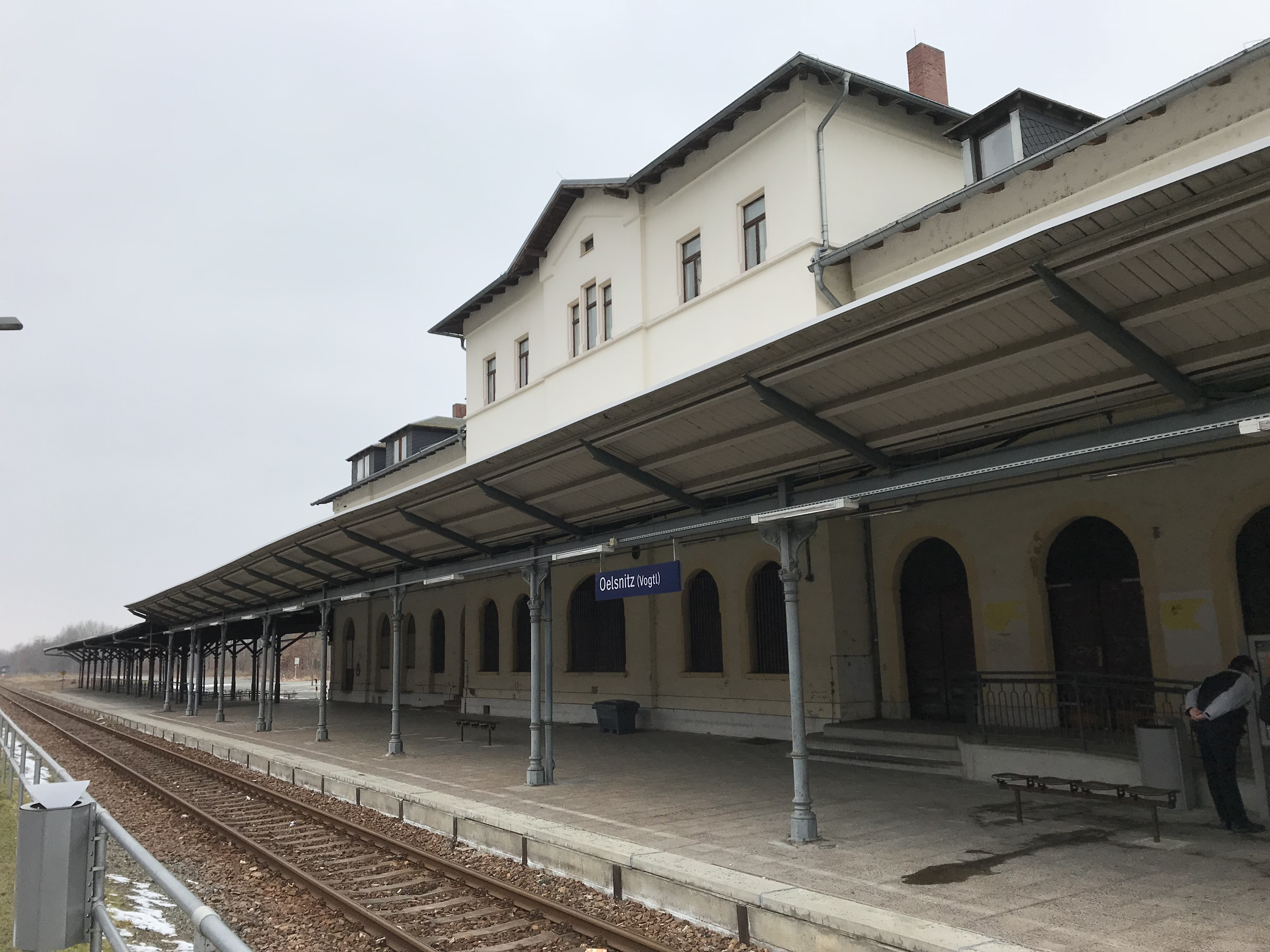
Bahnhof Oelsnitz (Vogtland), Gleisseite 2018

Der Bahnhof Oelsnitz bestand zunächst nur aus vier durchgehenden Gleisen, hinzu kam eine Lokstation, wo Lokomotiven für Vorspann- und Nachschubdienste stationiert waren. Erst mit dem Lückenschluss Plauen–Oelsnitz wurde der Bahnhof Anfang der 1870er Jahre umfangreich ausgebaut. Bis etwa 1900 wurde der Bahnhof noch mehrmals erweitert, dann blieb er in dieser Form bis zum Ende des Zweiten Weltkriegs im Wesentlichen bestehen. Einzige größere betriebliche Veränderung war das Schließen der Lokstation 1925, da mittlerweile ausreichend leistungsstarke Lokomotiven zur Verfügung standen. Nach Kriegsende wurden zwar einige Gleise abgebaut, einschneidende Rückbaumaßnahmen gab es aber erst nach der Stilllegung des Teilstücks Lottengrün–Oelsnitz 1951. Seit 1989/90 wurden zwar zahlreiche Gleise entfernt, bis heute sind aber 6 Gleise erhalten geblieben, davon zwei Ladestraßengleise.

## Radweg Falkenstein–Oelsnitz
Der stillgelegte Streckenabschnitt der Bahnlinie Herlasgrün–Oelsnitz wurde zum Radweg Falkenstein–Oelsnitz ausgebaut und am 27. Mai 2011 eröffnet. Der 21,8 Kilometer lange Weg verbindet den Göltzschtalradweg mit dem Elster-Radweg. 16,1 Kilometer nutzt der leicht fallende, 2,5 Meter breite und asphaltierte Radweg die ehemalige Bahnstrecke, 5,7 Kilometer weicht er auf öffentliche Straßen und Wegen aus.

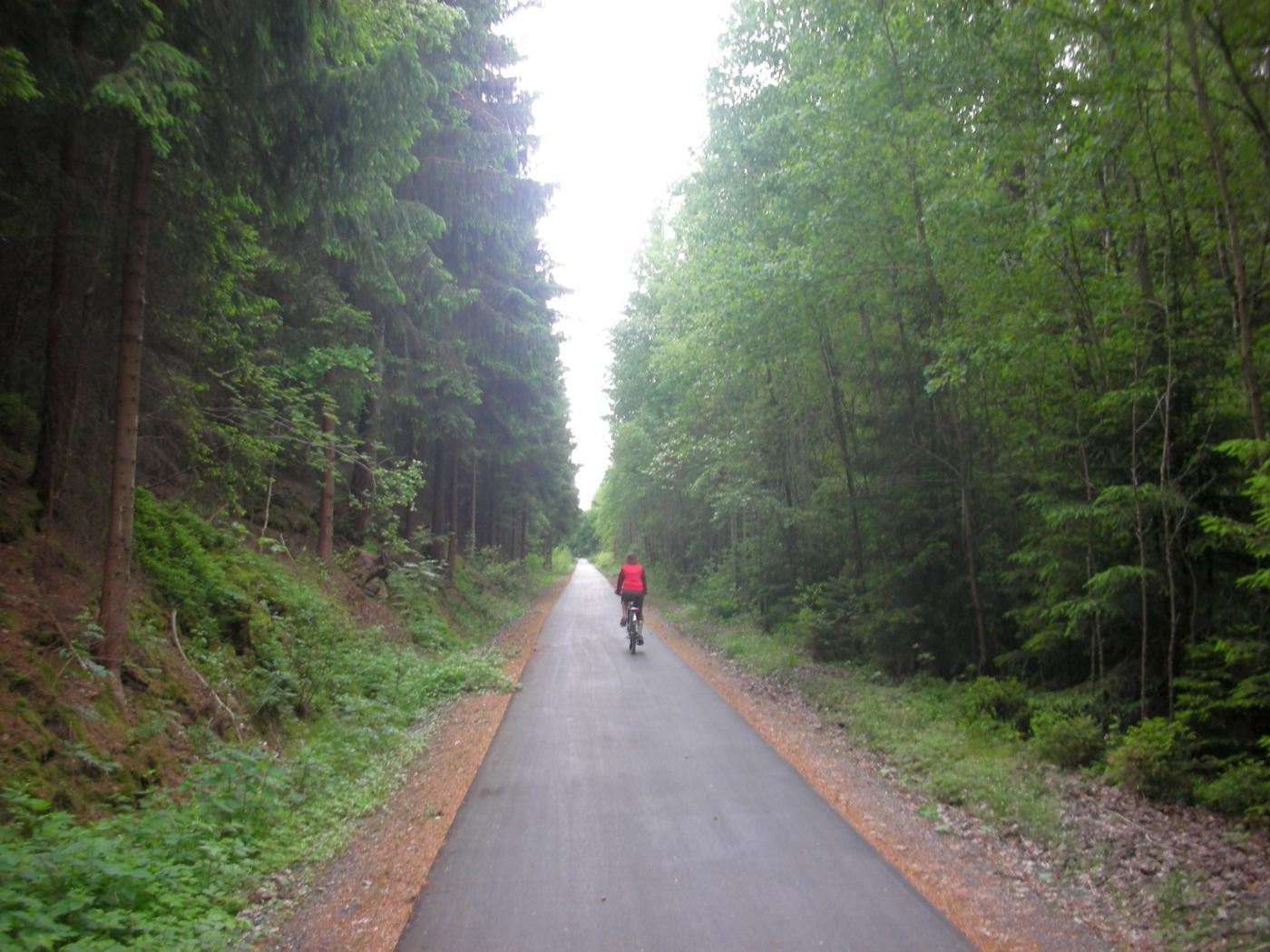
Nach Falkenstein
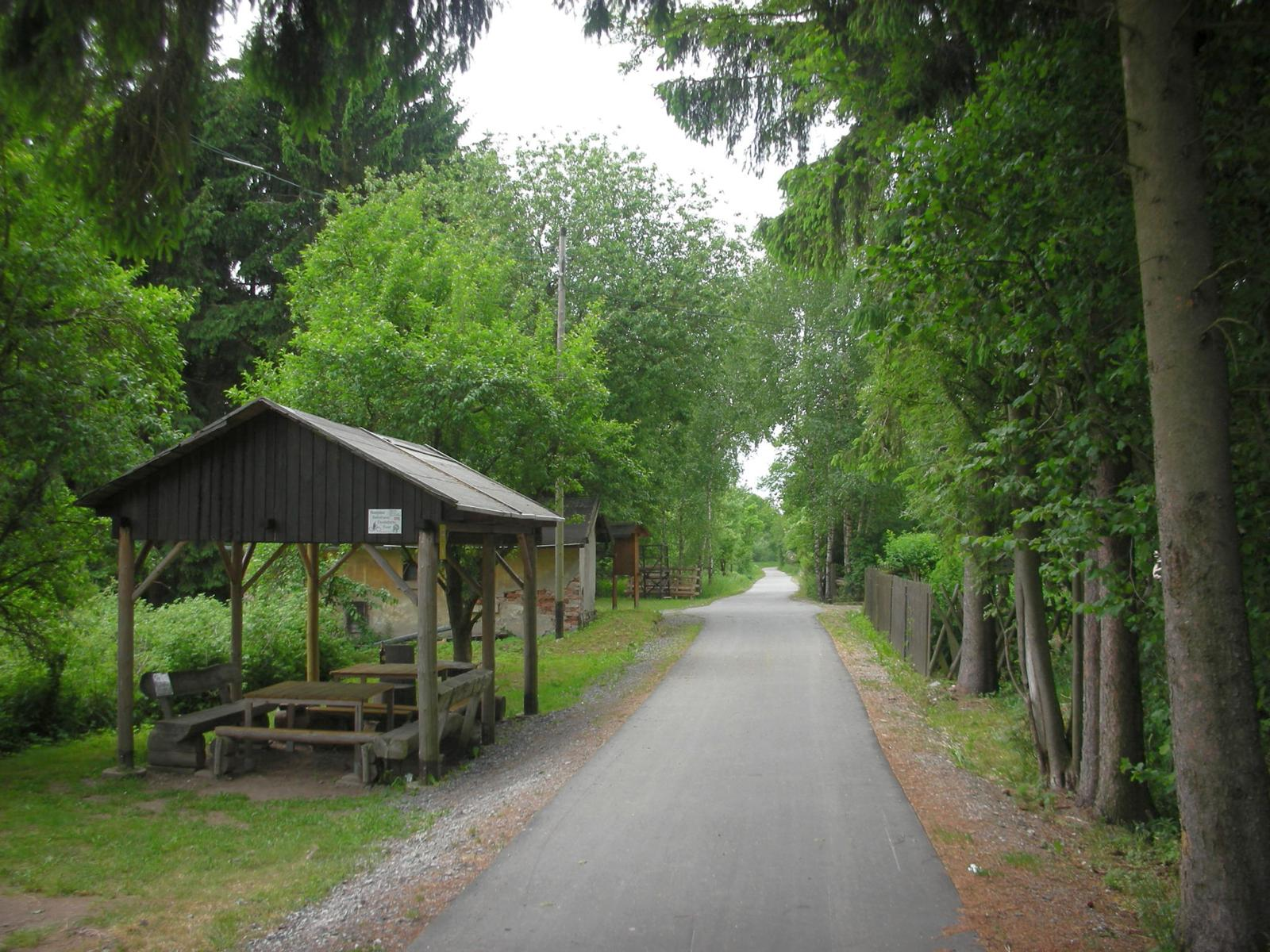
Pausenplatz
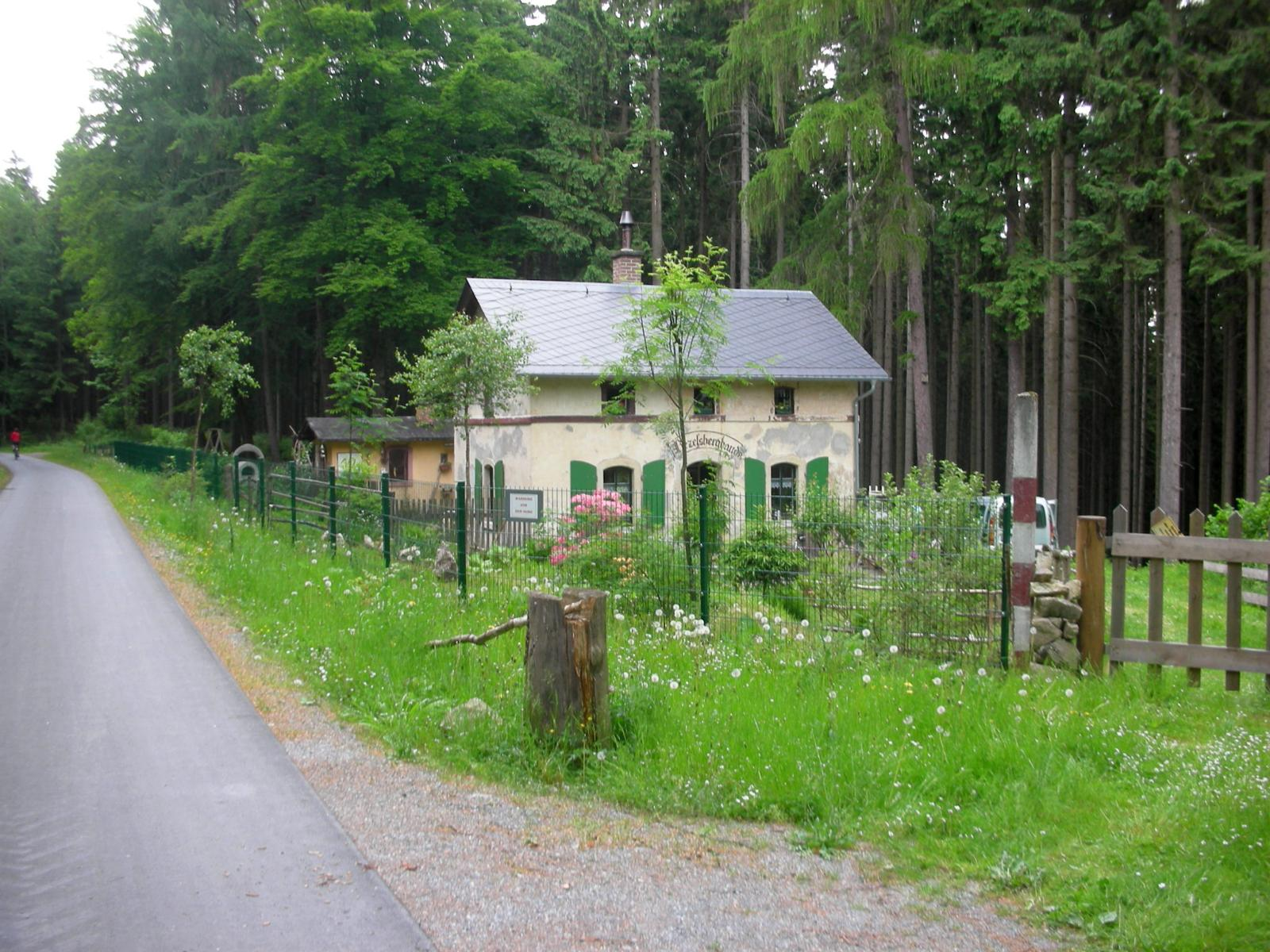
Ehemaliges Bahnhaus
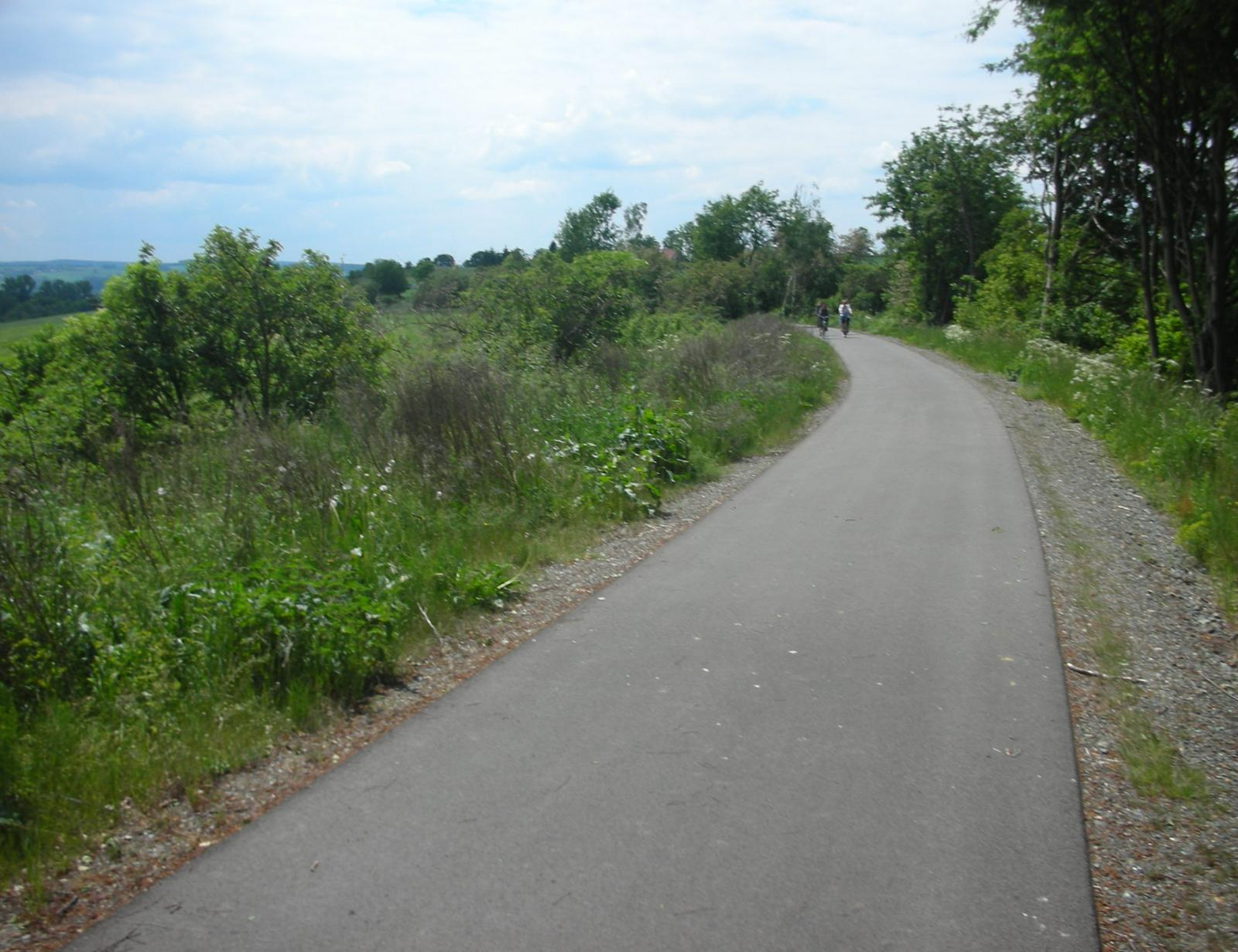
Nach Bergen
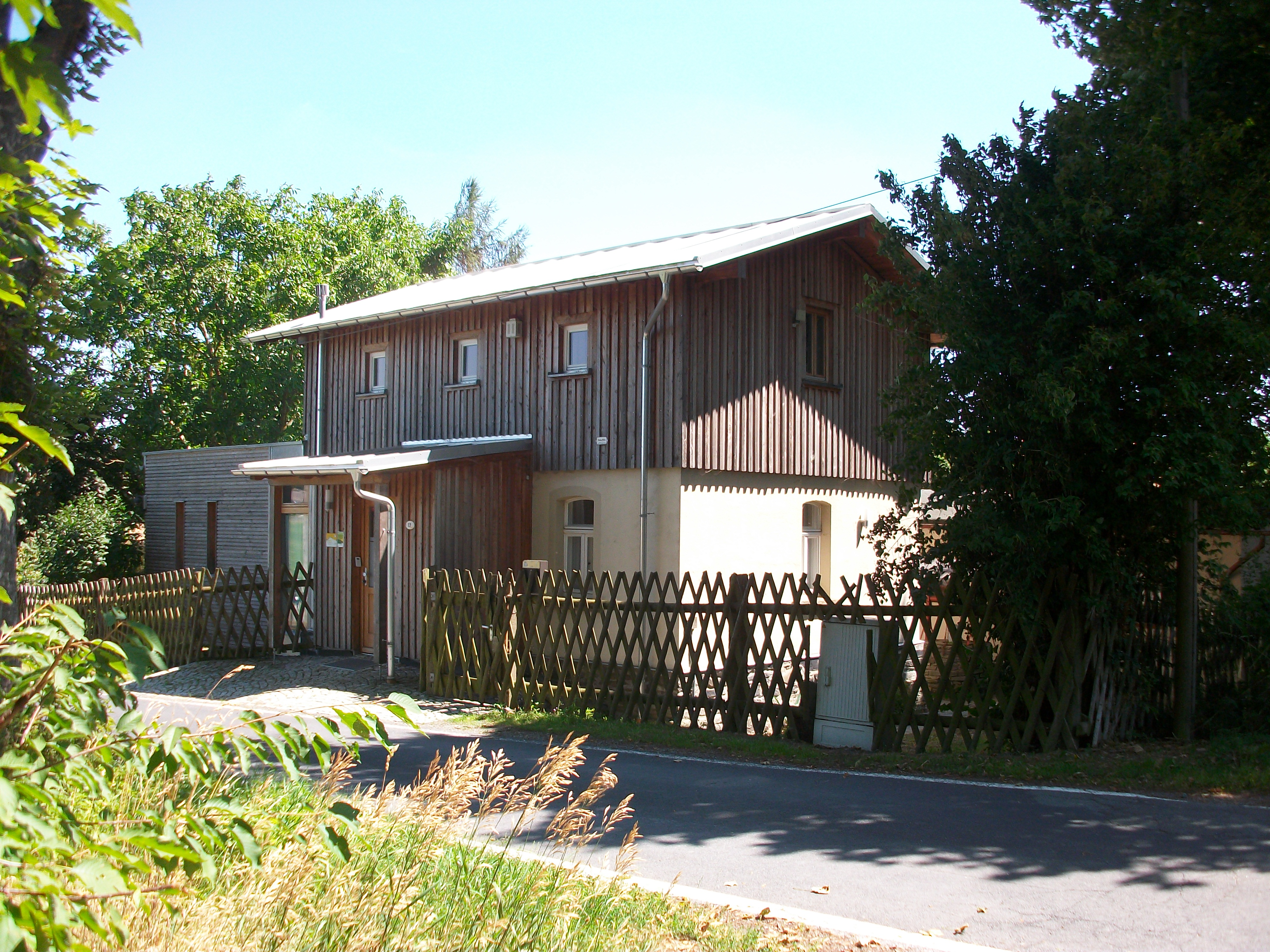
Bahnwärterhaus bei Droßdorf
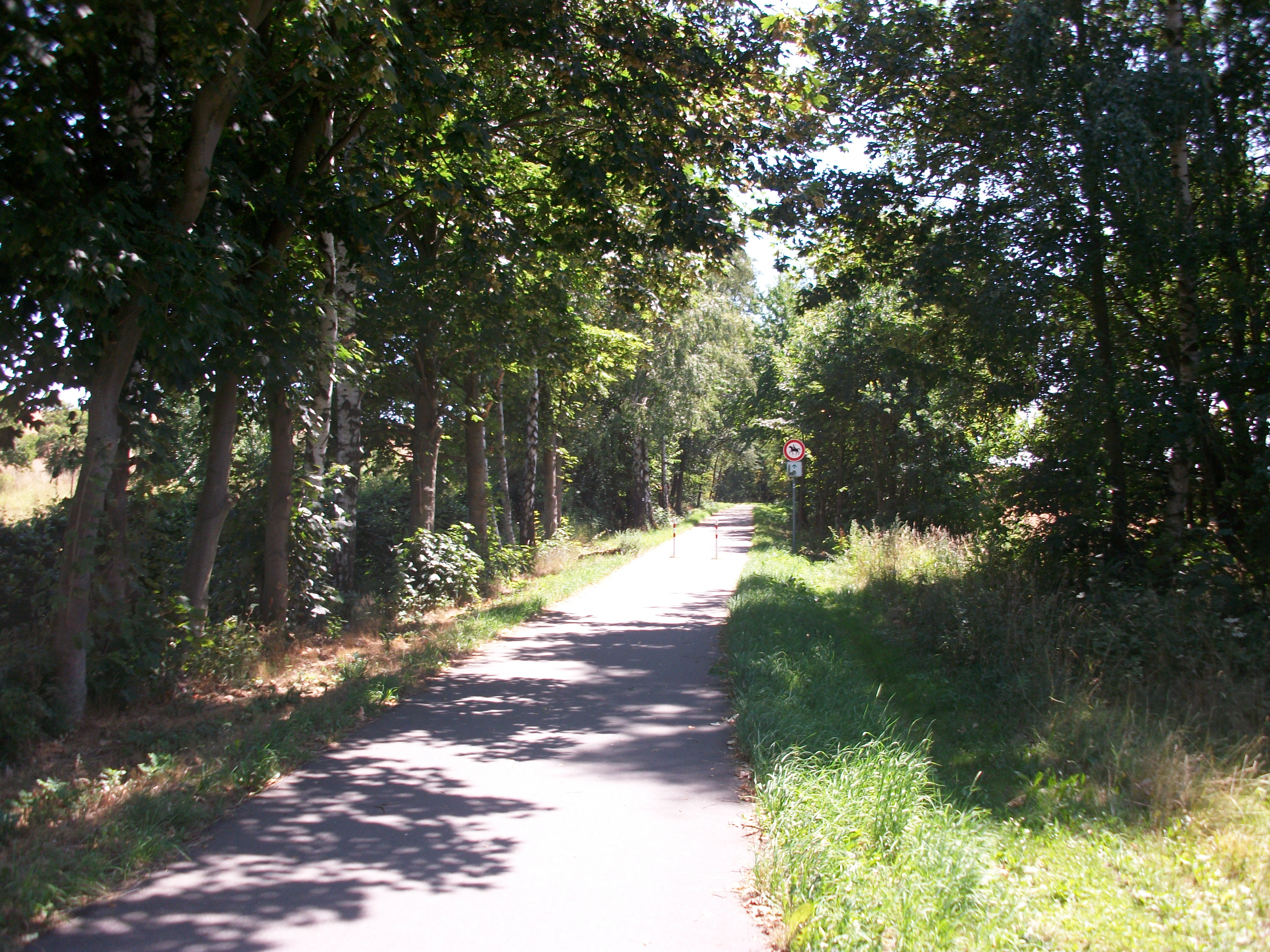
Bahnradweg bei Droßdorf
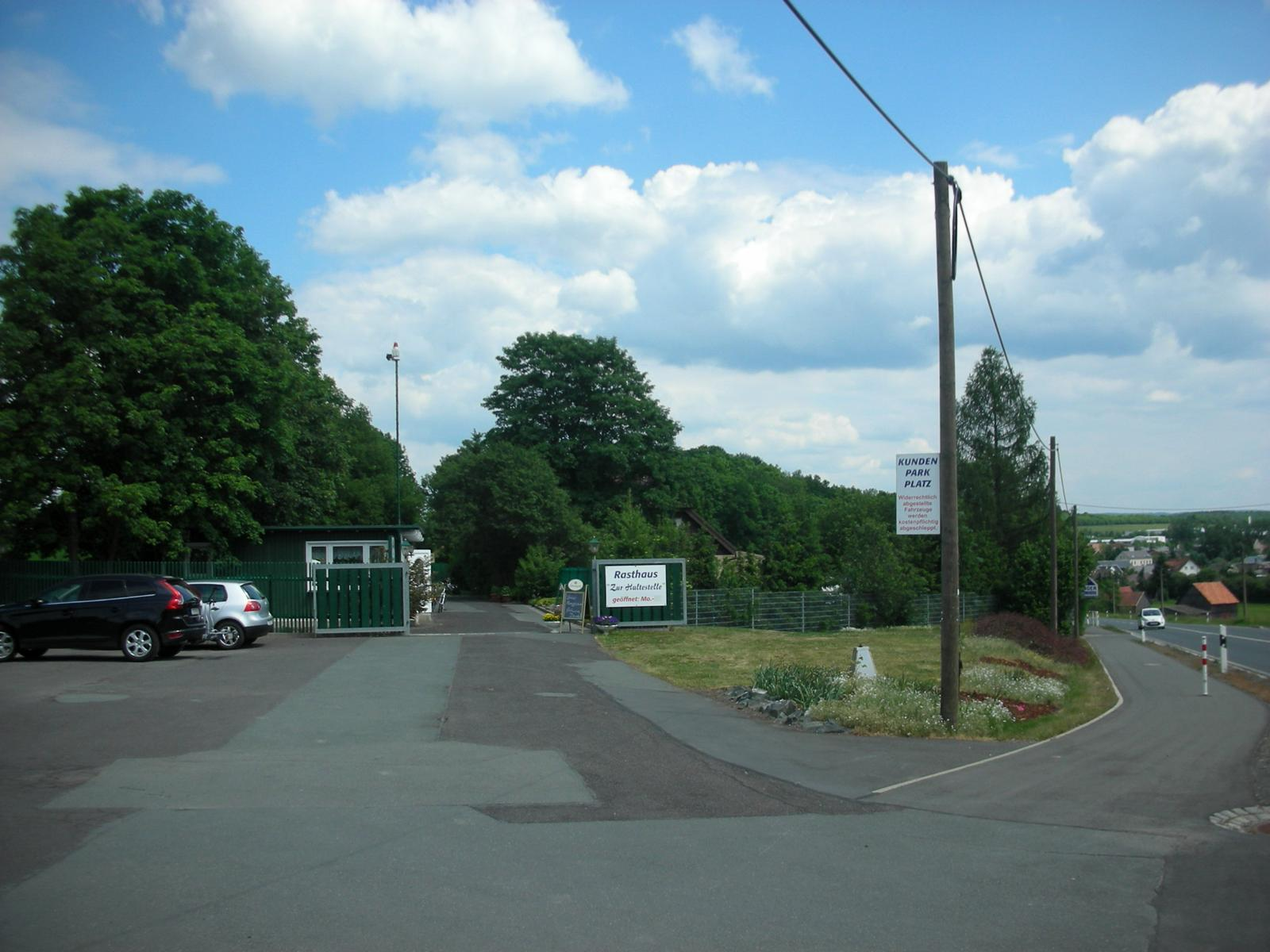
Imbiss am ehemaligen Bahnhof Untermarxgrün